# Manuel Belgrano
Manuel José Joaquín del Corazón de Jesús Belgrano (Buenos Aires, 3 de junio de 1770-20 de junio de 1820), más conocido como Manuel Belgrano, fue un abogado, economista, periodista, político, diplomático y militar argentino de destacada actuación en la causa independentista y americana de Argentina, Bolivia y Paraguay durante las dos primeras décadas del siglo XIX, hasta su muerte el 20 de junio de 1820.
Participó en la defensa de Buenos Aires, capital del virreinato del Río de la Plata, en las dos invasiones inglesas —1806 y 1807— y promovió la emancipación de Hispanoamérica respecto de España.
Fue uno de los principales patriotas que impulsaron la Revolución de Mayo, por la cual se destituyó al virrey Baltasar Hidalgo de Cisneros. Posteriormente fue vocal de la Primera Junta de gobierno que lo reemplazó.
Luchó en la guerra de Independencia de la Argentina contra los ejércitos realistas. Fue el jefe de la expedición militar que la junta de Buenos Aires envió al Paraguay que finalizó cuando celebró el Tratado confederal entre las juntas de Asunción y Buenos Aires, en 1811. Fue jefe de una de las Expediciones Libertadoras a la Banda Oriental.
En 1812 creó la bandera de Argentina en la actual ciudad de Rosario.
Como general del Ejército del Norte, en reemplazo de Castelli, realizó la Segunda Campaña al Alto Perú. Contraviniendo las órdenes de retirada hasta Córdoba del Triunvirato, dirigió la gesta del Éxodo Jujeño (agosto de 1812) y brindó batalla contra las fuerzas superiores del Ejército Realista dirigido por Pío Tristán. Logró los decisivos triunfos en la Batalla de Tucumán (septiembre de 1812) y en la Batalla de Salta (febrero de 1813) que rechazaron la reconquista realista que había llegado al corazón mismo de las Provincias Unidas, la región del Tucumán. La hasta entonces triunfal campaña permitió la formación de la Asamblea del Año XIII, el fin del Triunvirato que actuaba aún "bajo la máscara de Fernando VII" y que los realistas nunca más llegaran al sur de Jujuy en forma permanente. Belgrano siguió avanzando hacia el Alto Perú, actual Bolivia, llegando incluso a la Casa de Moneda del Potosí, estratégica para la financiación en metálico. Pero los refuerzos realistas con el general Pezuela, luego virrey del Perú, provocaron dos derrotas a las fuerzas patrióticas del Ejército del Norte, las Batallas de Vilcapugio (130 km al norte de Potosí) y Ayohuma (octubre y noviembre de 1813) debiendo replegarse el Ejército hasta Jujuy y dando fin a la Segunda Campaña del Perú. Belgrano fue sustituido en enero de 1814 como Jefe del Ejército del Norte por el comandante del Regimiento de Granaderos a Caballo,  llegado de España en 1812, entonces capitán  José de San Martín.  
Durante el directorio tuvo gran influencia en el Congreso de Tucumán que declaró la independencia de las Provincias Unidas en Sud América, en 1816, y propuso el establecimiento de una monarquía constitucional dirigida por un noble inca, o bien por la infanta Carlota Joaquina de Borbón (hermana de Fernando VII y reina consorte de Brasil) con la finalidad de que la Nación fuera reconocida sin más conflicto bélico. Para explorar esas opciones fue instruido por el Director Supremo Alvarez Thomas y enviado en misión diplomática a Brasil y Europa junto con Rivadavia. 
Nombrado nuevamente Jefe del Ejército del Norte, en reemplazo de José Rondeau que había sufrido la derrota de Sipe Sipe o Viluma (noviembre 1815), se propuso organizar desde Tucumán una nueva campaña para asegurar la independencia  provincias del Alto Perú que habían suscrito la Declaración de Independencia de 1816, desde Tucumán. Para ello hacia falta reorganizar el desarticulado Ejército del Norte y recursos militares y económicos, que no llegó a recibir al punto de pasar sua tropas necesidad. Sin embargo llegó a organizar una expedición a mando de Aráoz de Lamadrid , triunfante en la Batalla de Tarija. La campaña quedó inconclusa pues el Directorio le ordenó dirigirse al sur y contener la Sublevación del Litoral; había dado comienzo la guerra civil, el enfrentamiento entre unitarios y federales contra los caudillos del litoral. La división que Belgrano había enviado al norte bajo el comando del General Aráoz de Lamadrid, sin el grueso del Ejército del Norte ocupado en sofocar los caudillos del Litoral, sufrió la derrota en la Batalla de Sopachuy (junio de 1817) en las cercanías de Charcas o Chuquisaca.
La «educación del pueblo» fue una de sus preocupaciones: para ello elaboró durante su estadía en España un plan de acción con avanzadas ideas.

## Biografía

### Nacimiento y familia

Escudo de armas de la familia Belgrano.

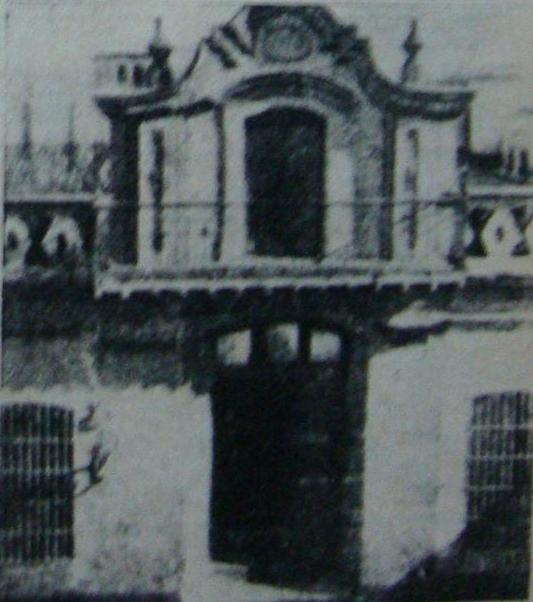
La casa de Manuel Belgrano, demolida a inicios del.

Manuel Belgrano nació en Buenos Aires el 3 de junio de 1770, en la casa paterna, actual avenida Belgrano n.º 430, a metros del convento de Santo Domingo, y fue bautizado por el sacerdote Juan Baltasar Maciel y Lacoizqueta en la basílica de Nuestra Señora de la Merced al día siguiente. Su nacimiento tuvo lugar cuando el territorio de la ciudad de Buenos Aires todavía estaba bajo regencia del virreinato del Perú, ya que ocurrió 6 años antes de la creación del virreinato del Río de la Plata y la constitución de Buenos Aires como capital del mismo.
La madre de Manuel Belgrano era María Josefa González Casero, nacida en la ciudad de Buenos Aires, de familia procedente de Santiago del Estero y, según el genealogista Narciso Binayán Carmona, era descendiente del conquistador, explorador y colonizador español Domingo Martínez de Irala (1509-1556); sus antepasados tenían un remoto origen mestizo guaraní, que compartía con muchos próceres de la época de la Independencia y con grandes personajes paraguayos y argentinos.
Su padre, Domenico Belgrano Peri, o bien Domingo Belgrano y Pérez, tal como firmaba, era de origen italiano, oriundo de Oneglia, en Liguria. Era un comerciante autorizado por el rey de España para trasladarse a América y había llegado a Buenos Aires hacia 1753. En 1769 obtuvo carta de naturalización para poder "vivir, comerciar y obtener empleos de República... en los Reynos de Indias". Figuró entre los comerciantes opulentos que se empeñaron en lograr el establecimiento del Consulado de Buenos Aires, del cual Manuel iba a ser su secretario. El hecho de que su familia tuviera como jefe a un ligur hizo que la familia Belgrano poseyera más libertad de acción, lo cual posibilitó una mayor amplitud de actividades y de criterios que tuvo su máximo exponente en Manuel Belgrano. Pero en 1788 Domingo se vio envuelto en un proceso judicial por considerárselo cómplice en la quiebra de un funcionario real de la Aduana. El virrey Loreto ordenó su prisión y el secuestro de todos sus bienes. Hubo un muy largo proceso judicial que Manuel se ocupó de seguir atentamente para poder ayudar a su padre. Finalmente, en enero de 1794, siendo ya virrey Arredondo, una sentencia le restituyó la plena libertad de sus derechos y el goce de sus bienes, absolviéndolo de culpa y cargo, pero la fortuna familiar quedó fuertemente mermada, y Domingo falleció en septiembre de 1795, justo al poco tiempo de que su hijo Manuel regresara de España.
Tuvo quince hermanos —dos de ellos sacerdotes— entre los cuales se destacaron como "patriotas" Francisco, Joaquín y Miguel Belgrano.

### Estadía en Europa
Estudió primeramente en el Real Colegio de San Carlos (antecedente del actual Colegio Nacional de Buenos Aires). Entre 1786 y 1793 estudió Derecho en las universidades españolas de Salamanca y Valladolid, donde se graduó como bachiller en Leyes, con medalla de oro, a los 18 años de edad en la chancillería de Valladolid, dedicando especial atención a la economía política. Por tal motivo, fue el primer presidente de la Academia de Práctica Forense y Economía Política en Salamanca.
Entre febrero de 1789 y enero de 1793, Belgrano realizó la pasantía de abogado, necesaria para lograr el título de licenciado. La mayor parte de esos cuatro años de práctica profesional los realizó en Madrid, en el bufete de Francisco Clemente que se encontraba en la antiquísima torre de los Luxanes, en la plaza de la Villa, frente al Ayuntamiento.
Durante su estadía alcanzó un éxito destacable y prestigio que le permitió obtener del papa Pío VI una autorización para leer toda clase de literatura prohibida. Dicha concesión se le otorgó «... en la forma más amplia para que pudiese leer todo género de libros condenados aunque fuesen heréticos», con la única excepción de las obras obscenas. De esta manera tuvo acceso a los libros de Montesquieu, Jean-Jacques Rousseau y Filangieri; así como pudo imbuirse de las tesis fisiocráticas de François Quesnay. También leyó a los escritores españoles de tendencia ilustrada, como Gaspar Melchor de Jovellanos y Pedro Rodríguez de Campomanes.
Siguió los acontecimientos de la Revolución Francesa de 1789, que le influyeron hasta el punto de hacerle adoptar, como a José de San Martín, el ideario revolucionario de finales del siglo XVIII. A partir de éste, ambos orientaron su desempeño en la vida política hacia las necesidades fundamentales de todo pueblo: soberanía política y económica y posesión de los territorios que explotan a partir del trabajo. Tanto Belgrano como San Martín fueron firmes creyentes en el desarrollo nacional a partir de las industrias, la producción y el comercio de bienes dentro de un marco de justicia.

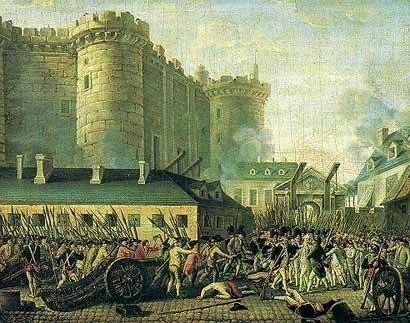
La Revolución francesa fue un importante tema de discusión en Europa durante la permanencia de Manuel Belgrano.

Belgrano se rodeó de la élite intelectual de España, y por aquel entonces se discutía sobremanera la reciente Revolución Francesa. Los cuestionamientos al derecho divino de los reyes, los principios de igualdad, fraternidad y libertad, y la aplicación universal de la Declaración de los Derechos del Hombre y del Ciudadano estaban en boca de todos. En esos círculos se consideraba imperioso refundar la nación bajo principios similares, y quienes no estaban de acuerdo eran tachados de tiranos y partidarios de ideas antiguas y desprestigiadas. Años más tarde escribiría en su autobiografía:

Como en la época de 1789 me hallaba en España y la revolución de Francia hiciese también la variación de ideas y particularmente en los hombres de letras con quienes trataba, se apoderaron de mí las ideas de libertad, igualdad y fraternidad, y sólo veía tiranos en los que se oponían a que el hombre, fuere donde fuese, no disfrutase de unos derechos que Dios y la naturaleza le habían concedido, y aún las mismas sociedades habían acordado en su establecimiento directa o indirectamente.

Asimismo se dedicó al estudio de las lenguas vivas, la economía política y el derecho público.
De regreso al virreinato del Río de la Plata, quizás a través de su primo Juan José Castelli se interesó por el pensamiento de Francisco Suárez, quien declaraba que el poder de los gobiernos deviene de Dios a través del pueblo.

### El Consulado de Comercio
Belgrano fue nombrado Secretario "Perpetuo" del Consulado de Comercio de Buenos Aires el 2 de junio de 1794, y unos meses después regresó a Buenos Aires. Ejerció ese cargo hasta poco antes de la Revolución de Mayo, en 1810. En dicho cargo se ocupaba de la administración de justicia en pleitos mercantiles y de fomentar la agricultura, la industria y el comercio. Al no tener libertad para realizar grandes modificaciones en otras áreas de la economía, concentró gran parte de sus esfuerzos en impulsar la educación. En Europa su maestro Campomanes le había enseñado que la auténtica riqueza de los pueblos se hallaba en su inteligencia y que el verdadero fomento de la industria se encontraba en la educación.

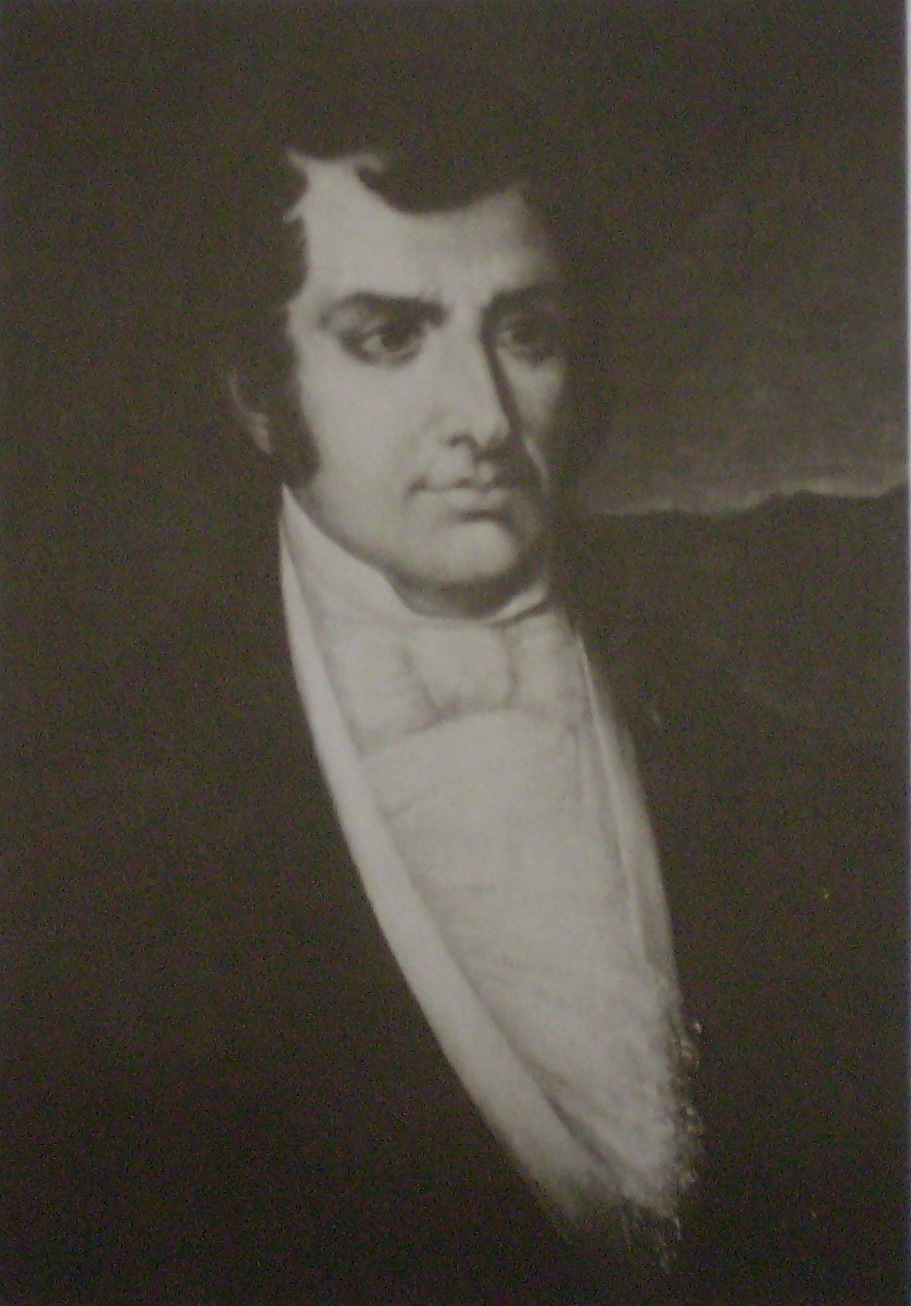
Juan José Castelli, primo de Manuel Belgrano, ambos compartieron las labores en el consulado de Buenos Aires y en el periodismo.

Durante su gestión estuvo casi en permanente conflicto con los vocales del Consulado, todos ellos grandes comerciantes con intereses en el comercio monopólico con Cádiz. Año tras año presentó informes con propuestas influenciadas por el librecambismo que, en general, fueron rechazadas por los vocales. Belgrano sostenía por entonces que «El comerciante debe tener libertad para comprar donde más le acomode, y es natural que lo haga donde se le proporcione el género más barato para poder reportar más utilidad».
De todos modos obtuvo algunos logros importantes, como la fundación de la Escuela de Náutica y la Academia de Geometría y Dibujo. Belgrano, a través del Consulado, también abogó por la creación de la Escuela de Comercio y la de Arquitectura y Perspectiva. Su motivación para fundar la escuela de comercio radicaba en que consideraba que la formación era necesaria para que los comerciantes obraran en función del crecimiento de la patria. Con las escuelas de Dibujo y Náutica se pretendía fomentar en los jóvenes el ejercicio de una profesión honrosa y lucrativa. Estas últimas funcionaban en un mismo local, contiguo al consulado, de forma que Belgrano pudiese observar e inspeccionar su desenvolvimiento. Estas escuelas operaron durante tres años y fueron cerradas en 1803 por orden de la Corona española —en particular del ministro Manuel Godoy— que las consideraba un lujo innecesario para una colonia. Belgrano opinaba que el impulso educativo «no podía menos que disgustar a los que fundaban su interés en la ignorancia y el abatimiento de sus naturales».
Su iniciativa ayudó a la publicación del primer periódico de Buenos Aires, el Telégrafo Mercantil, dirigido por Francisco Cabello y Mesa, y en el que colaboraban Belgrano y Manuel José de Lavardén. Dejó de aparecer en octubre de 1802, tras tirar unos doscientos números, después de varios problemas con las autoridades virreinales, que veían con malos ojos las tímidas críticas allí deslizadas y el estilo desenfadado de las sátiras y críticas de costumbres.
También colaboró en el Semanario de Agricultura, Industria y Comercio, dirigido por Hipólito Vieytes. Allí explicaba sus ideas económicas: promover la industria para exportar lo superfluo, previa manufacturación; importar materias primas para manufacturarlas; no importar lo que se pudiese producir en el país ni mercaderías de lujo; importar solamente mercaderías imprescindibles; reexportar mercaderías extranjeras; y poseer una marina mercante.
Ya por entonces Belgrano se veía afectado por una enfermedad contraída en Europa, que lo obligó a tomar licencias de varios meses en el Consulado y motivó también que recomendara a la Corte a su primo Juan José Castelli, de principios similares, como posible reemplazante. La oposición de los comerciantes españoles demoró la designación de Castelli hasta 1796.

### Las invasiones inglesas
Belgrano fue designado capitán de las milicias urbanas de Buenos Aires en 1797 por el virrey Pedro de Melo. Trabajaba por entonces en el Consulado y no tenía un interés genuino en desarrollar ninguna carrera militar. En su autobiografía declaró lo siguiente:

Si el virrey Melo me confirió el despacho de capitán de milicias urbanas de la capital, más bien lo recibí para tener un vestido más que ponerme, que para tomar conocimientos en semejante carrera.

El virrey Sobremonte le encargó la formación de una milicia en previsión de algún ataque británico, pero no tomó el encargo muy en serio. Esto lo llevó a su primera participación en un conflicto armado, cuando el 25 de junio de 1806 desembarcó una expedición de 1600 soldados británicos al mando de William Carr Beresford, lo cual inició las invasiones inglesas. Belgrano marchó al fuerte de Buenos Aires apenas escuchó la alarma general, donde reunió a numerosos hombres para enfrentar la invasión. Sin conocimientos de milicia, marcharon desordenadamente hacia el Riachuelo. Tras un único cañonazo británico, debió obedecer las indicaciones de su jefe de mando y ordenar la retirada. Más tarde escribiría: «Nunca sentí más haber ignorado hasta los rudimentos de la milicia». Tras tomar la ciudad, los británicos exigieron a todas las autoridades que prestaran juramento de lealtad. El Consulado en pleno accedió a la demanda británica, exceptuando a Belgrano, que sostuvo que «Queremos al antiguo amo, o a ninguno». Se exilió de Buenos Aires y buscó refugio en la capilla de Mercedes, en la Banda Oriental.
Los británicos fueron expulsados por una expedición organizada por Santiago de Liniers, aunque se esperaba que éstos intentarían atacar nuevamente la ciudad. Belgrano regresó después de la reconquista y se unió a las fuerzas que organizaba Liniers. Fue nombrado sargento mayor del Regimiento de Patricios, a las órdenes de Cornelio Saavedra, y profundizó sus estudios de táctica militar. Tras tener conflictos con otros oficiales, Belgrano renunció al cargo de sargento mayor y se puso a las órdenes de Liniers. Durante el combate que tuvo lugar poco después, sirvió como ayudante de campo de una de las divisiones del ejército al mando del coronel Balviani. Tras la exitosa resistencia de Buenos Aires volvió a hacerse cargo del Consulado y dejó nuevamente los estudios militares.

### El carlotismo

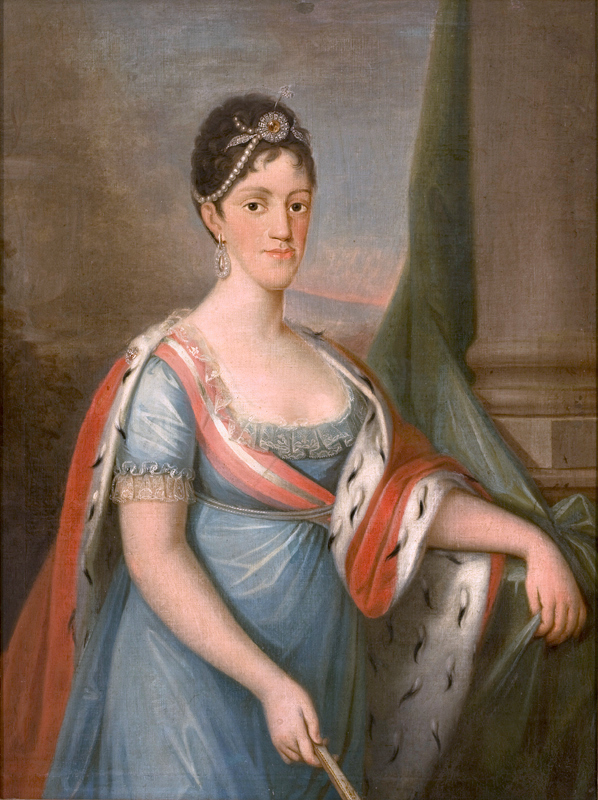
Carlota Joaquina de Borbón.

Si bien en lo fáctico Manuel Belgrano fue siempre un cabal demócrata, las coyunturas históricas le forzaron a ser regalista o monárquico contra los realistas procolonialistas.
Belgrano fue el fundador en el virreinato del Río de la Plata de la corriente llamada carlotismo.
Ante la llegada de noticias de que la metrópoli había sido ocupada por el ejército francés y el rey Fernando VII de España estaba preso en Francia, esperaba poder suplantarlo, al menos para ese virreinato, por la infanta Carlota Joaquina —quien era la hermana del rey depuesto y, a su vez, la esposa del príncipe regente Juan VI de Portugal— y residente en esa época en Río de Janeiro como consecuencia de la invasión de los franceses.
También el marqués de Casa Pizarro, Ramón García de León y Pizarro, pensaba que esto sería positivo para el virreinato del Río de la Plata, dadas las circunstancias de España frente al poder del rey francés José Bonaparte. Mantuvo nutrida correspondencia con ella y unió a su movimiento a muchos destacados independentistas, como Castelli, Vieytes, Nicolás Rodríguez Peña, Juan José Paso, Miguel Mariano de Villegas e incluso efímeramente a Saavedra.
Su idea era ganar más autonomía, y tal vez la independencia, a través de la figura de la infanta, pero la candidatura de Carlota Joaquina era muy poco adecuada para alcanzar esos objetivos: en primer lugar, la infanta era la esposa del regente y príncipe heredero de Portugal, lo que le hubiera permitido al monarca lusitano extender sus colonias y, muy probablemente, absorber al virreinato del Río de la Plata. Esta idea de apropiarse de las provincias rioplatenses no era nueva para Portugal, sino que fue una amenaza constante en el proceso de expansión lusitano hacia el oeste de América del Sur.
En segundo término, las ideas políticas de Carlota Joaquina eran absolutistas y jamás habría permitido que bajo su corona se instalara ninguna forma de monarquía liberal, ni de autonomía para las dependencias americanas.
El partido carlotista logró tener bastante influencia, pero nunca llegó a poner en peligro el virreinato del Río de la Plata. A comienzos de 1810, el proyecto carlotista había fracasado, aunque el partido de Belgrano seguía funcionando como centro de conspiraciones independentistas.
Belgrano convenció al nuevo virrey, Cisneros, de editar otro periódico, el Correo de Comercio, y con la excusa de discutir sus ediciones, promovía reuniones en las que se planeaban las acciones de su grupo político. Su nombre público era la Sociedad Patriótica, Literaria y Económica.
Apoyó la apertura al comercio internacional del puerto de Buenos Aires, que fue ordenada por el virrey Cisneros, en parte presionado por la famosa Representación de los Hacendados de Mariano Moreno (uno de los informes de economía-política más completos de la época), coincidente con sus ideas.
En abril de 1810 renunció a su cargo en el Consulado.

### La Revolución de Mayo y la primera Junta de Gobierno
A principios de mayo de 1810 Belgrano fue uno de los principales dirigentes de la insurrección que se transformó en la Revolución de Mayo. En ésta su actuación fue central, tanto personalmente como en su rol de jefe del carlotismo. Participó en el cabildo abierto del 22 de mayo y votó por el reemplazo del Virrey por una Junta, que fue la propuesta vencedora. El 25 de mayo fue elegido vocal de la Primera Junta de Gobierno, embrión del primer gobierno patrio argentino, junto con otros dos carlotistas: Castelli y Paso.
Continuó dirigiendo y editando el Correo de Comercio, en el cual expresó: 

Que no se oiga ya que los ricos devoran a los pobres, y que la justicia es sólo para los ricos.

Belgrano era el miembro de la Junta con más experiencia política, y el más relacionado: la mayor parte de los funcionarios nombrados por el nuevo gobierno lo fueron por consejo suyo. Dirigió por un corto período el expartido carlotista, pero rápidamente el control del grupo —y en cierta medida del gobierno— pasó a Mariano Moreno.

Mucho me falta para ser un verdadero padre de la patria, me contentaría con ser un buen hijo de ella.
Manuel Belgrano

### Expedición militar a la provincia del Paraguay
Aunque no era militar profesional, la Primera Junta nombró a Belgrano al mando de la expedición militar a la provincia del Paraguay. Dice al respecto en su autobiografía escrita en 1814:

Me hallaba de vocal de la Junta Provisoria cuando, en el mes de agosto de 1810, se determinó mandar una expedición al Paraguay. La Junta puso las miras en mí para mandarme con la expedición auxiliadora, como representante y general en jefe de ella; admití porque no se creyese que repugnaba los riesgos, que sólo quería disfrutar de la Capital, y también porque entreveía una semilla de desunión entre los vocales mismos, que yo no podía atajar, y deseaba hallarme en un servicio activo, sin embargo de que mis conocimientos militares eran muy cortos.

En sus campañas militares llamó la atención su frugalidad y su modo de vida, equiparable al de un soldado raso.
Incorporó a su ejército a algunos paraguayos, tanto por su capacidad como por sus contactos: los hermanos José y Ramón Espínola, hijos de José Espínola y Peña, el «viviente más odiado por los paraguayos», ambos en calidad de edecanes; a José Ildefonso Machain, militar que había luchado en España contra Napoleón e importante familia en Asunción, como segundo suyo; y al capitán de artillería Bonifacio Ramos, que había actuado durante las invasiones inglesas.

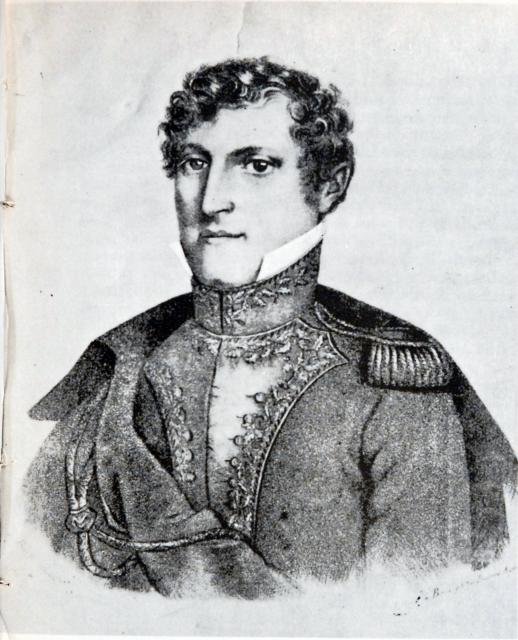
Litografía de Manuel Belgrano.

Luego de cruzar el río Paraná a la altura de Candelaria y ocupar el puesto de observación de Campichuelo avanzó hacia Asunción pero fue detenido y derrotado el 19 de enero de 1811 en Paraguarí. En su retirada intentó sostenerse en el río Tacuarí donde libró la Batalla de Tacuarí el 9 de marzo de 1811, donde fue nuevamente derrotado. Luego de capitular se retiró hacia Candelaria dando por terminada la expedición militar al Paraguay. Independientemente de esta derrota, el 7 de marzo, en Buenos Aires, la Junta ya había determinado que debía dar por finalizada la campaña en la provincia del Paraguay, repasar el río Paraná y dirigirse al sur, al Arroyo de la China.
En el posterior intercambio de notas con Manuel Atanasio Cabañas, Belgrano no logró convencerlo de la necesidad de que la provincia del Paraguay "se una y guarde el orden de dependencia [de Buenos Aires] determinado por la voluntad soberana [de Fernando VII]". No obstante, según varios autores, Belgrano habría logrado influir efectiva y eficazmente en la emancipación de dicho territorio, preparando el terreno ideológico para la Revolución de mayo de 1811, que llevaría a la Independencia del Paraguay. Esta supuesta influencia ha sido cuestionada por otros historiadores, tanto argentinos como paraguayos; entre los primeros, Vicente Fidel López escribió: «Nosotros no podemos participar de la entusiasta leyenda con que se ha atribuido la revolución del Paraguay a las conferencias del general Belgrano con Cabañas y con los hermanos Yegros»; por su parte, el paraguayo Blas Garay afirmó que «Las ideas revolucionarias tenían ya abierto camino y constituían materia de desazones para el gobierno [de Velasco] mucho antes que Belgrano se comunicara con los oficiales paraguayos».
En su marcha hacia el Paraguay reunió los pobladores dispersos y delineó el pueblo de Nuestra Señora del Pilar de Curuzú Cuatiá, le fijó su jurisdicción territorial laudando en la disputa que el cabildo de Corrientes tenía con el de Yapeyú, y el 16 de noviembre ordenó por carta la formalización del pueblo misionero de Mandisoví (cerca de la actual Federación (Entre Ríos), otorgándole amplia jurisdicción territorial en el noreste de la actual provincia de Entre Ríos, como antemurales contra las invasiones portuguesas, y extremo sur de la de Corrientes, asegurando la autoridad del nuevo gobierno en la Mesopotamia argentina.
El 30 de diciembre de 1810 redactó el Reglamento para el régimen político y administrativo y reforma de los 30 pueblos de las Misiones, cuerpo legislativo de treinta artículos que Juan Bautista Alberdi utilizó posteriormente como una de las bases de la Constitución Nacional de 1853. Este Reglamento no fue aprobado por la junta de Buenos Aires.

### Expedición militar a la Banda Oriental
La Junta le encargó que se pusiera al frente del ejército que debía sitiar y rendir Montevideo, ciudad que estaba aún bajo el poder de los españoles, llevando como su segundo jefe a José Rondeau. A mediados de abril, Belgrano, nombró a José Gervasio Artigas Segundo Jefe Interino del Ejército de Operaciones de la Banda Oriental, según lo comunicó a la Junta en su oficio datado en Mercedes, el 27 de abril de 1811. La Junta Grande, en cambio, designó segundo jefe a Rondeau, quien recién llegó a Mercedes a principios de mayo. De acuerdo con las órdenes que había recibido la Junta, Belgrano nombró a Artigas Comandante Principal de las Milicias Patrióticas.

### Juicio a Belgrano
Producida la Revolución del 5 y 6 de abril de 1811, que permitió al sector moderado saavedrista asegurar el control de la Junta Grande de gobierno eliminando a la minoría radical morenista, una multitud proveniente de los arrabales y zonas rurales inmediatas y tropas de los cuarteles convenientemente convocadas, presentó al Cabildo, el mismo 6 de abril, un petitorio dirigido a la Junta donde exigían, en la "proposición" número trece: 

Quiere el pueblo que el vocal, Don Manuel Belgrano, general de la expedición destinada al auxilio de nuestros hermanos paraguayos, sea llamado y comparezca inmediatamente en esta capital a responder a los cargos que se le formen. Peticiones del 6 de abril de 1811 en (Junta de Historia y Numismática Argentina , 1910, p. 287 vol. 2)

Belgrano era considerado no solo como morenista sino como un peligro potencial al estar al mando de un ejército de aproximadamente 3000 hombres en operaciones.
El 19 de abril, la Junta, obedeciendo las proposiciones hechas por el "pueblo" y publicadas en la Gazeta Extraordinaria del 15 de abril, "previno" a Belgrano para que regresara a la capital y dejase el mando del ejército al oficial que "corresponda por su empleo y antigüedad" que "por ahora" debía ser José Rondeau. En su respuesta del 21 de mayo, Belgrano manifestó abiertamente su ambivalencia: "Tuve impulsos de obedecer y no cumplir la orden" escribió. Finalmente acató la orden para que no se pensara que lo hacía por "ambición" y no provocar, "tal vez", un "nuevo movimiento" o "vaivén" que se debía evitar frente a los enemigos.
El 6 de junio de 1811 la Junta designó como Juez Fiscal al coronel Marcos González Balcarce, partidario de Saavedra y que, junto con otros militares, había firmado el petitorio donde se pedía su enjuiciamiento. Su misión era formar la causa reuniendo información y tomando las declaraciones correspondientes.
El 20 de junio, 16 oficiales del ejército que operaba en la Banda Oriental y que participaron en la expedición contra la provincia del Paraguay, expresaron que no habían encontrado a nadie que tuviera alguna queja contra Belgrano.
El 26 de junio el fiscal tomó declaración al coronel Tomás de Rocamora. Las preguntas versaron sobre las causas por las que no pudo reunirse con Belgrano, las fuerzas disponibles y su disposición en las distintas batallas y si sabía las causas por las cuales fueron separados por Belgrano varios oficiales del ejército. Al respecto Rocamora mencionó la fuga de los oficiales Juan Mármol y Bertolot de la batalla de Tacuarí junto con otros «prófugos que huían del ejército». Sobre estos hechos no le pidieron aclaraciones.
Dos días después, el 28 de junio, se tomó la declaración a Gregorio Perdriel. Las preguntas fueron sobre la marcha desde la Bajada, detalles de la batalla de Paraguarí y posterior retirada y si el general había comunicado a los oficiales la orden de la Junta de "no aventurar acción sin ventajas conocidas". Perdriel realizó una extensa declaración en respuesta a las 25 preguntas que se le hicieron.
La causa se paralizó durante el mes de julio. «Pero lo que más llama la atención es que en ningún momento se tomó declaración al inculpado, siendo el único que podía aclarar con testigos de visu todas las dudas». A fines de ese mes se recibieron distintos oficios provenientes de los alcaldes de la ciudad que manifestaron no tener cargos que hacer a Belgrano por su actuación militar. Tanto Tomás José Grigera como los alcaldes trataron ahora de minimizar la importancia del juicio explicando que: 

"[...] el espíritu del artículo 13 de las peticiones del 6 de abril es excitar al gobierno a que juzgue según derecho al general [Belgrano] como en iguales circunstancias y casos se ha practicado aún cuando la desgracia de la pérdida de las acciones de guerra hayan sido inevitables". (Carranza , 1896, p. 62 vol. 8)

Del 3 al 8 de agosto se tomaron siete declaraciones a oficiales que por diversas razones habían sido desafectados del ejército por Belgrano. A todos ellos, al llegar a Buenos Aires, se les había quitado el despacho pero luego, a casi todos, les fue retornado sin explicación alguna. Muchas declaraciones fueron antedatadas como si se hubieran tomado en julio y no en agosto y, a diferencia de Rocamora y Perdriel, se hicieron pocas preguntas, todas relacionadas con las operaciones militares.
Finalmente el 9 de agosto de 1811, teniendo en cuenta lo «expuesto por el Exmo. Cabildo, Alcaldes de barrio y oficiales del ejército» se declaró que Belgrano: 

[...] se ha conducido en el mando de aquel ejército con un valor, celo y constancia dignos de reconocimiento de la patria; en consecuencia queda repuesto a los grados y honores que obtenía y que se le suspendieron en conformidad de lo acordado en las peticiones del 6 de abril; y para satisfacción del público y de este benemérito patriota, publíquese este decreto en La Gazeta. (Instituto Belgraniano Central, 1982, p. 656)

Como lo había anticipado Belgrano, el momento elegido para su destitución no había sido el más adecuado, por las "relaciones" o negociaciones que se estaban realizando con los paraguayos, portugueses, Artigas e incluso los "enemigos" de Montevideo. Al año siguiente, en un oficio a Rivadavia del 11 de mayo de 1812, Belgrano agregó: "los bribones del 5 y 6 de abril me perjudicaron y perjudicaron a la Patria; ¿qué ventaja se saca de mentir?"

El coronel Leopoldo R. Ornstein, que escribió sobre la expedición militar al Paraguay en la obra colectiva Historia de la Nación Argentina, al analizar el juicio a Belgrano justificó al gobernador Bernardo de Velasco diciendo que lo único que pudo hacer fue "defender su provincia contra una invasión de fuerzas porteñas" y responsabilizó a la junta de Buenos Aires de los resultados obtenidos "de manera que era esta, en pleno, la que debió ser sometida a juicio y no Belgrano".

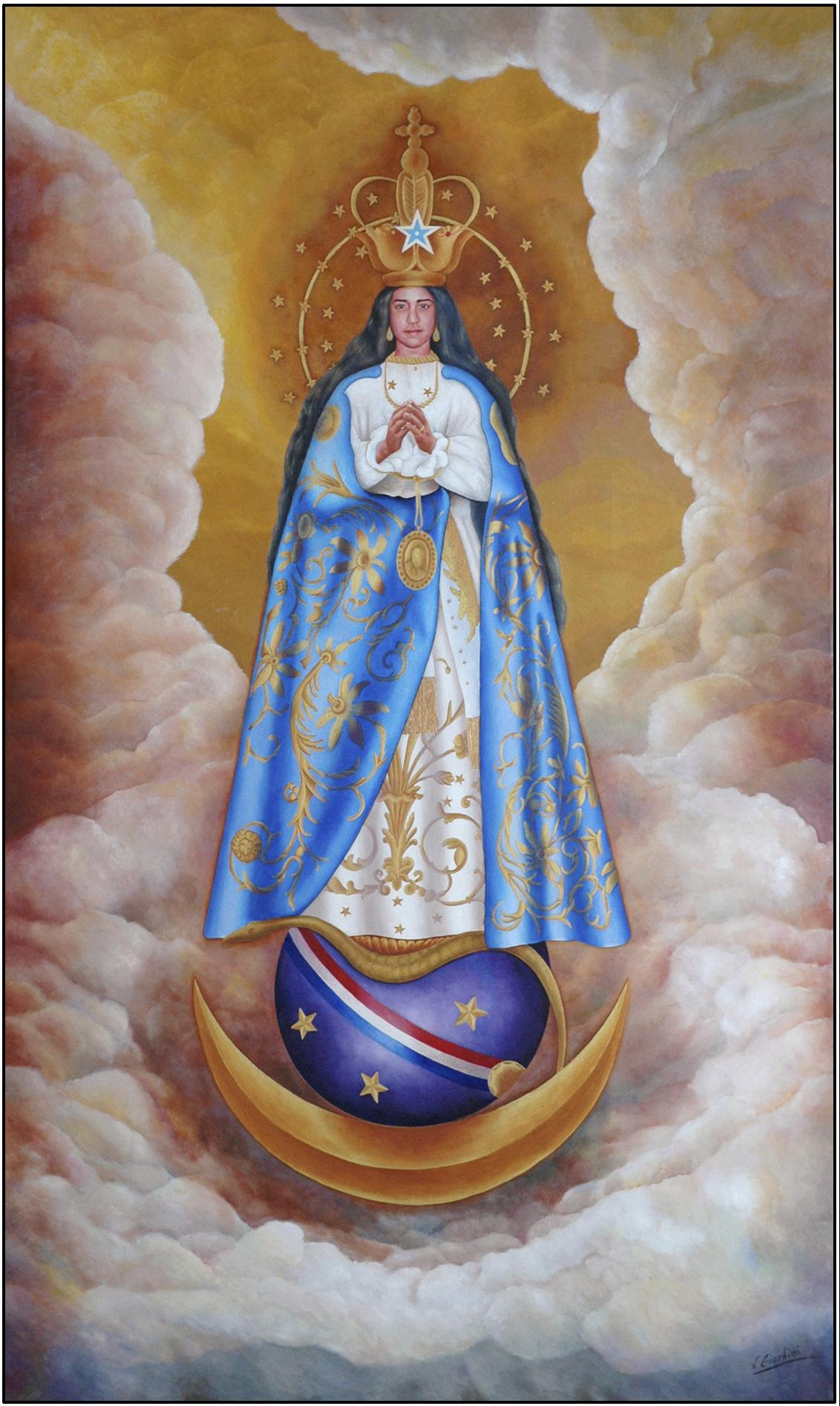
Virgen de Caacupé, una de las advocaciones a Santa María que Manuel Belgrano tuvo por referencia.

### Misión diplomática al Paraguay
Como consecuencia del cambio político ocurrido en el Paraguay en junio de 1811, la Junta consideró que Belgrano era el hombre más adecuado para iniciar negociaciones con el nuevo gobierno paraguayo. A tal fin, el 1 de agosto, lo nombró representante de la Junta en misión especial con las Instrucciones oficiales y confidenciales correspondientes. Belgrano respondió que para llevar adelante su cometido era conveniente que se resolviese previamente su situación procesal. Teniendo en cuenta que ya se habían realizado las publicaciones y recogidos los informes, renunció a toda defensa y confió la misma en todos los oficios que había enviado oportunamente a la Junta mientras estuvo en operaciones y en las declaraciones de los oficiales de su ejército.
En octubre de 1811 Belgrano se encontraba nuevamente en el Paraguay, enviado por el Primer Triunvirato, y el día 12 firmó con el gobierno paraguayo un Tratado de Amistad, Auxilio y Comercio para una Confederación. El mismo no llegó a tener aplicación práctica, ya que el Paraguay se mantuvo alejado de las Provincias Unidas y progresivamente aislado del exterior.

### El Motín de las Trenzas
El 16 de noviembre de 1811, el Primer Triunvirato dispuso que los regimientos 1 y 2 fueran unidos, pasando a ser el N.º 1 de Patricios, y designó como su jefe al coronel Manuel Belgrano:

(...) por no ser conforme con las atenciones del señor Brigadier Don Cornelio Saavedra el desempeño de las obligaciones de este importante cargo.

Saavedra fue condenado a destierro. El 6 de diciembre de 1811 los Patricios protagonizaron el llamado Motín de las Trenzas, en contra de su nuevo jefe, reclamando conservar su autonomía y el privilegio de elegir a sus comandantes, levantándose contra el Primer Triunvirato. Fueron duramente reprimidos y, por orden de Belgrano, 4 soldados y suboficiales fueron condenados a muerte como cabecillas del motín, ejecutados y colgados en la vía pública el 21 de diciembre.

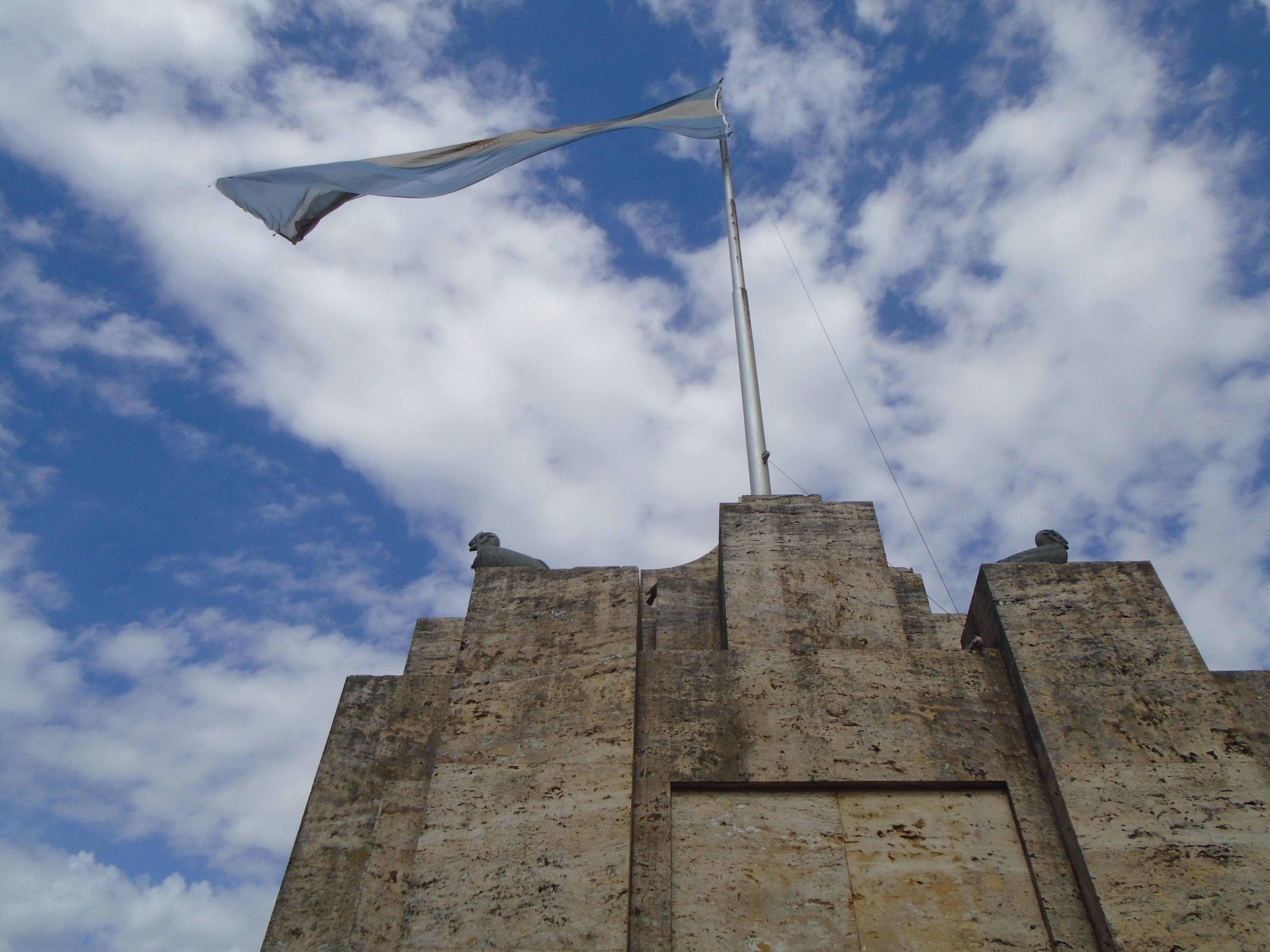
Primer Monumento a la Bandera Argentina, en la plaza Belgrano (Burzaco, provincia de Buenos Aires).

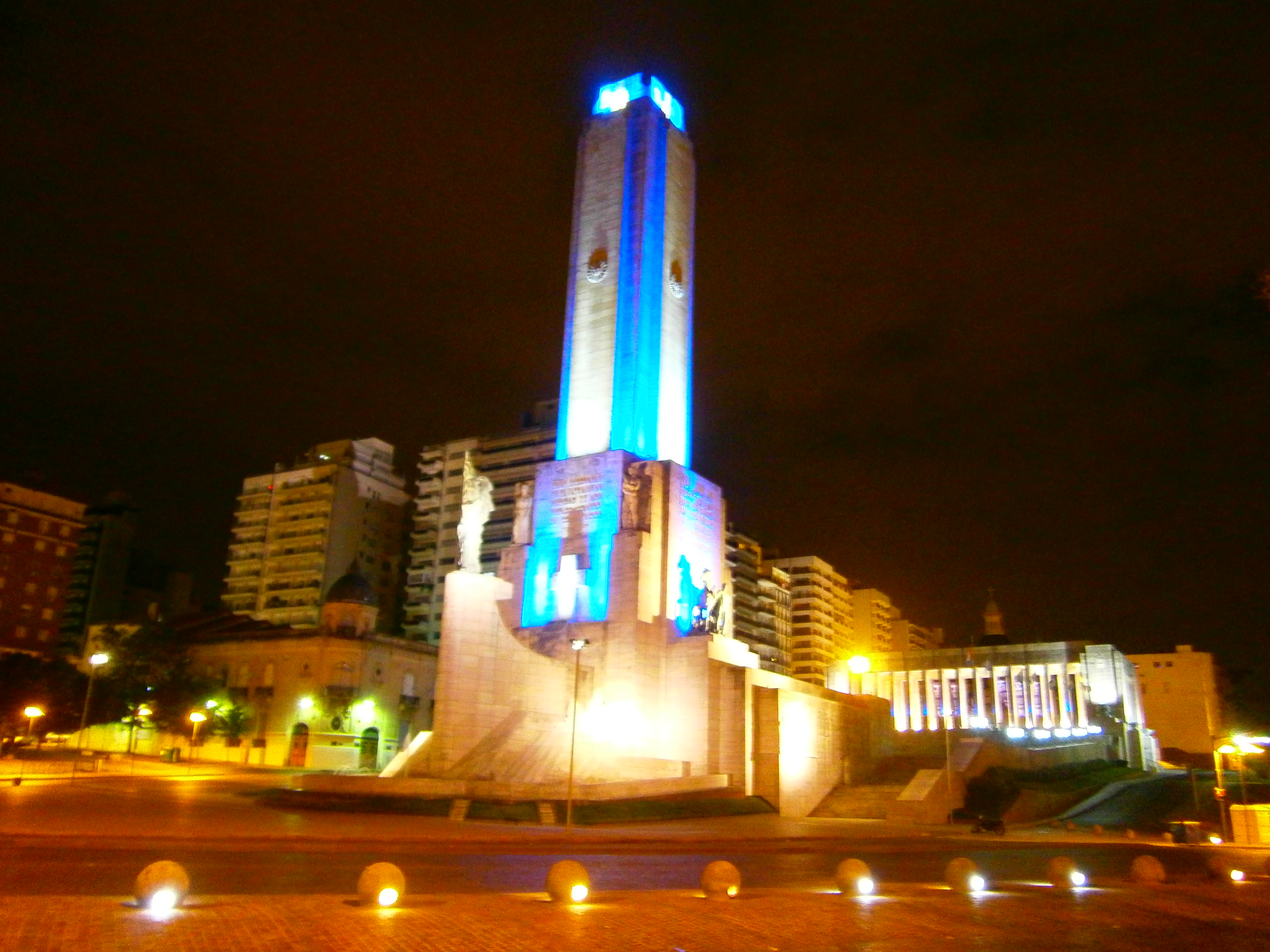
Monumento Histórico Nacional a la Bandera (Rosario), sitio donde Belgrano izó la bandera argentina por primera vez.

### La creación de la bandera argentina
Belgrano continuó como jefe del Regimiento de Patricios y para recomponer la disciplina, el regimiento fue enviado a Rosario a vigilar el río Paraná contra avances de los realistas de Montevideo.
Allí, en Rosario, a las orillas del río Paraná, el 27 de febrero de 1812 enarboló por primera vez la bandera argentina, creada por él con los colores de la escarapela, también obra suya. Lo hizo ante las baterías de artillería que denominó "Libertad" e "Independencia", donde hoy se ubica el Monumento Histórico Nacional a la Bandera. Inicialmente, la bandera era un distintivo para su división del ejército, pero luego la adoptó como un símbolo de independencia. Esta actitud le costó su primer enfrentamiento abierto con el gobierno centralista de Buenos Aires, personificado en la figura del ministro Bernardino Rivadavia, de posturas netamente europeizantes. El Triunvirato reaccionó alarmado: la situación militar podría obligar a declarar una vez más la soberanía del rey Fernando VII de España, de modo que Rivadavia le ordenó destruir la bandera. Sin embargo, Belgrano la guardó y decidió que la impondría después de alguna victoria que levantara los ánimos del ejército y del Triunvirato.
En cuanto a su elección de los colores de la bandera nacional argentina, tradicionalmente se ha dicho que se inspiró en los colores del cielo; esta versión es sin dudas válida aunque no excluyente de otras. Sin embargo, es muy probable que haya elegido los colores de la dinastía borbónica (el azul-celeste y el 'plata' o blanco) como una solución de compromiso: en sus momentos iniciales las Provincias Unidas del Río de la Plata, para evitar el estatus de rebelde declararon que rechazaban la ocupación realista, aunque mantenían aún fidelidad a los Borbones. Por otra parte, Belgrano parece haber sido devoto de la Virgen de Luján, y otras advocaciones de la Virgen (de Chaguaya, de Itatí, del Valle, de Cotoca, y de Caacupé), cuyas vestes tradicionalmente son o han sido albicelestes; en rigor ninguna de las teorías se contradice ya que los colores del cielo representan al manto de la Inmaculada Concepción de La Virgen cuyos colores fueron elegidos por la dinastía borbónica de la Corona de España para su presea más importante entonces otorgada: la Orden de Carlos III, de esta presea o condecoración surgió luego durante las invasiones inglesas la escarapela y penacho del Regimiento de Patricios.
En el año 1938 por primera vez se celebró el Día de la Bandera en Argentina, eligiéndose el 20 de junio, día de la fecha de su fallecimiento.

### Batallas de Tucumán y Salta

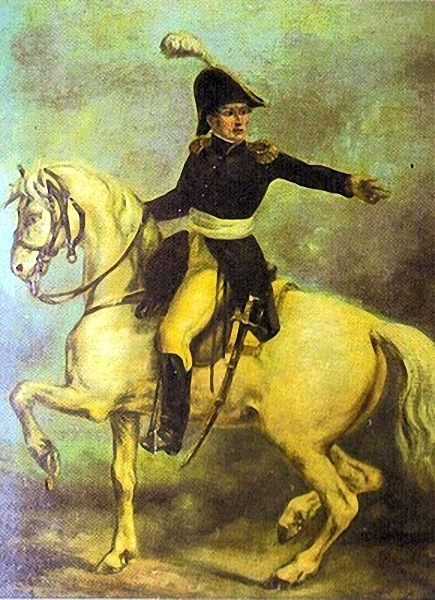
Manuel Belgrano a caballo.

El mismo día que hizo flamear esa bandera, en febrero de 1812, Belgrano era nombrado por el Primer Triunvirato jefe del Ejército del Norte. Debía partir hacia el Alto Perú, para brindar nuevamente auxilio a las provincias "de arriba", reemplazando a Juan Martín de Pueyrredón y engrosando el ejército con las tropas de su regimiento.
Se hizo cargo del mando en la Posta de Yatasto: del ejército derrotado quedaban apenas 1500 hombres, de los cuales 400 internados en el hospital; tampoco había casi piezas de artillería, y no tenía fondos para pagar a los soldados. Fue designado como su mayor general Eustoquio Díaz Vélez, quien lo secundó y acompañó durante toda la Segunda Campaña Auxiliadora al Alto Perú.
Belgrano instaló su cuartel en Campo Santo, al este de la ciudad de Salta. Se dedicó a disciplinar el ejército y organizó su hospital, la maestranza y el cuerpo de ingenieros. Su seriedad y su espíritu de sacrificio le ganaron la admiración de todos y logró levantar el ánimo de las tropas.
En mayo se trasladó a San Salvador de Jujuy e intentó algunas operaciones en la Quebrada de Humahuaca. Para levantar la moral del ejército, hizo bendecir la bandera por el cura de la iglesia de la ciudad, Juan Ignacio Gorriti, que había sido miembro de la Junta Grande.
Mientras tanto, el ejército de José Manuel de Goyeneche, el vencedor de Huaqui, se demoraba en comenzar operaciones en el sur, retrasado por la desesperada defensa de Cochabamba. Pero a fines de junio comenzó su avance hacia el sur.
En esta situación, Belgrano recibió del Primer Triunvirato la orden de replegarse, sin presentar batalla, hacia Córdoba. Así fue que dirigió el Éxodo Jujeño: ordenó a toda la población seguirlo, destruyendo todo cuanto pudiera ser útil al enemigo. No pudo hacer cumplir esa misma orden para la ciudad de Salta, dado que el enemigo estaba ya muy cerca.
Los triunviros de Buenos Aires le ordenaron una retirada hasta la ciudad de Córdoba pero Belgrano, conocedor por experiencia de los territorios, observó que las posibles defensas de Córdoba podrían ser muy fácilmente esquivadas por una ofensiva realista procedente del Alto Perú, e incluso reforzada desde el reocupado Chile (la ciudad de Córdoba, aunque está cerca de las sierras, se ubica ya en una llanura escasamente defendible, por lo cual, sin presentar batalla a los patriotas, los realistas podían avanzar directamente hasta Buenos Aires), lo cual le hizo considerar la petición de resistencia a ultranza hecha por el pueblo en San Miguel de Tucumán.
Fue alcanzado en Combate de las Piedras, donde perdió algunos hombres; pero ordenó un contraataque que resultó exitoso y levantó la decaída moral de su ejército en retirada. Cumpliendo las órdenes, se dirigió hacia Santiago del Estero. Pero los ciudadanos notables de San Miguel de Tucumán, encabezados por Bernabé Aráoz, lo convencieron de desviarse hacia esa ciudad. Allí reunió varios centenares de soldados más y se hizo fuerte en la propia ciudad. Respondió a un altanero ultimátum del general Goyeneche fechado en el "cuartel general del Ejército Grande" con una irónica negativa fechada en el "campamento del Ejército Chico".
El jefe del ejército de vanguardia realista, general Pío Tristán, avanzó hasta las afueras de la ciudad con sus tropas desprevenidas, con la artillería empacada sobre las mulas.
Pero cuando el ejército se presentó en el llamado "Campo de las Carreras", en las afueras de la ciudad, fueron sorpresivamente atacados por el ejército independentista. La batalla de Tucumán, librada el 24 de septiembre de 1812, fue increíblemente confusa: cada unidad peleó por su lado, se desató una tormenta de tierra, e incluso el cielo se oscureció por una manga de langostas. Belgrano acampó a cierta distancia, y solo el llegar la noche supo que había triunfado. Fue la más importante de las victorias revolucionarias de la guerra de la independencia argentina.
Belgrano reorganizó las tropas y avanzó hacia Salta. El 20 de febrero de 1813 se libró la batalla de Salta, en la pampa de Castañares, lindante con la ciudad de Salta, en la que logró un triunfo completo, haciendo inútil la defensa de las tropas de Tristán. Fue la primera vez que la bandera argentina presidió una batalla.
Firmó con Tristán un armisticio, por el cual dejó en libertad a los oficiales realistas, bajo juramento de que nunca volvieran a tomar las armas contra los patriotas. Esta decisión le valió las críticas de los miembros del gobierno porteño y de muchos historiadores actuales. Pero es posible que, si se hubiera portado con más crueldad, como Castelli en 1811, no hubiera podido recibir el apoyo que recibió en el Alto Perú.
Como consecuencia de la batalla de Salta, las provincias altoperuanas de Chuquisaca, Potosí, y más tarde, Cochabamba, se levantaron nuevamente contra los españoles. Expulsó al obispo de Salta, cuando descubrió que estaba cooperando con los realistas.

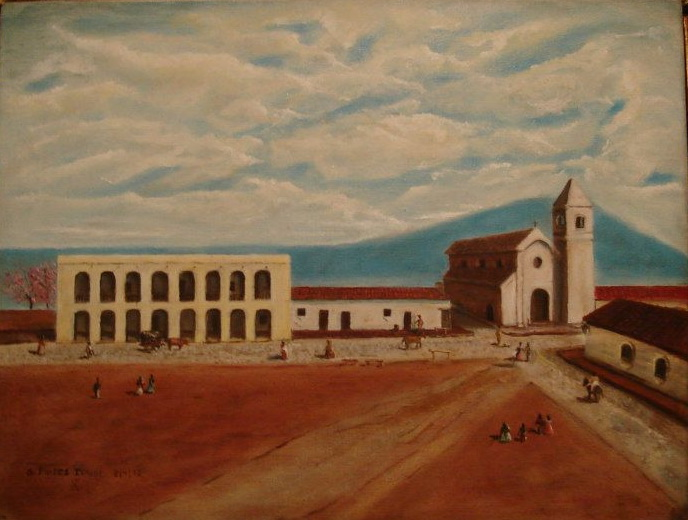
Plaza Mayor (actual Plaza Independencia) de la Ciudad de San Miguel de Tucumán hacia 1812 durante el gobierno del General Manuel Belgrano (Pintura al óleo actual)

### Segunda campaña al Alto Perú
En abril de 1813 inició el avance hacia el norte, al territorio de la actual Bolivia. Intentó no empeorar las relaciones con los altoperuanos, que habían quedado mal predispuestos contra los porteños desde las imprudencias de Castelli y Bernardo de Monteagudo, pero hizo ejecutar a los realistas que habían violado el juramento dado en la batalla de Salta y por el que habían sido liberados: les cortó las cabezas y las hizo clavar con un cartel que decía "por perjuros e ingratos".
En junio entraba con su ejército de 2500 hombres en Potosí, donde reorganizó la administración y nombró gobernadores adictos en casi todo el Alto Perú. Mientras tanto, Goyeneche era reemplazado por Joaquín de la Pezuela, un general, más hábil que aquel, que pronto reunió un ejército de casi 5000 hombres. El 4 de julio, en agradecimiento por llevarles la libertad, las damas potosinas le regalaron una joya de grandes proporciones, la Tarja de Potosí, que se conserva en el Museo Histórico Nacional.
Belgrano se puso en marcha con 3500 hombres, entre los que se contaban fuerzas indígenas comandados por Cornelio Zelaya, Juan Antonio Álvarez de Arenales, Manuel Asencio Padilla e Ignacio Warnes. Este último había sido nombrado gobernador de Santa Cruz de la Sierra por Belgrano, y había logrado extender significativamente el territorio liberado.
Enfrentó a Pezuela el 1 de octubre en la batalla de Vilcapugio, donde en un primer momento pareció que podía lograr la victoria. Un sorpresivo contraataque realista logró una victoria total para Pezuela. En ella perdió poco menos de la mitad de sus tropas, casi toda su artillería y su correspondencia. Por ésta, Pezuela supo que Belgrano esperaba refuerzos. Por eso forzó rápidamente una nueva batalla.
En la batalla de Ayohuma, del 14 de noviembre, y a pesar del consejo contrario de sus oficiales de no presentar batalla, no atinó a ocultar la disposición de sus tropas, lo que permitió que Pezuela lo atacara con seguridad, cambiando de frente. Fue una segunda completa victoria realista.
Como consecuencia de estas derrotas se retiró a Jujuy, dejando las provincias del Alto Perú en manos del enemigo. Quedaban en esas provincias varios jefes revolucionarios, los más destacados de los cuales fueron Arenales, Warnes y Padilla, que dieron mucho trabajo a su enemigo hasta el regreso del Ejército del Norte, al año siguiente.
La Asamblea del Año XII acordó con el Segundo Triunvirato, compuesto, en ese momento, por Juan Larrea, Gervasio Antonio de Posadas, Nicolás Rodríguez Peña y Manuel Moreno como Secretario, iniciarle un proceso a Belgrano por sus recientes derrotas. 
El sumario se inició para esclarecer qué causas influyeron en el mal resultado de las acciones de Vilcapugio y Ayohuma. 
Así, el 27 de diciembre de 1813 el Segundo Triunvirato dispuso:

Siendo sumamente importante el averiguar los motivos de las desgracias sucedidas al Ejército destinado a las Provincias interiores, en sus dos últimas acciones al mando del General Belgrano, ha venido el Gobierno en dar a Vuestra Señoría la Comisión bastante, como se confiere por la presente orden, para que sin pérdida de tiempo proceda a realizar la averiguación competente sobre las referidas desgracias, analizando por todos medios la conducta de los jefes que dirigieron las referidas acciones, qué disposiciones tomaron para conseguir su buen éxito, con qué probabilidad las emprendieron, cuál fue su conducta, y qué causas hayan influido en su mal resultado, dando cuenta usted inmediatamente de todo.

El sumario fue formado por la Comisión Directiva encargada del arreglo del Alto Perú, y nombrada con acuerdo de la Asamblea: la componían José Francisco Ugarteche, Antonio Álvarez Jonte y Justo José Núñez, Secretario. 
La Comisión empezó a actuar en Tucumán, el 12 de enero de 1814, pidiendo informes a Díaz Vélez y Perdriel, y ordenando se tomaran declaraciones a los oficiales que se hallaban presentes.
La Comisión Directiva, el 23 de febrero de 1814, dijo que no activó mucho el sumario por la desmoralización que resultaba de procesar a un General en el mando, haciendo deponer contra él a sus subalternos, que tal vez se retraerían. 

Ocurrió además haberse significado el Brigadier Belgrano con el General San Martín, que siendo tan precisa y urgente la reorganización del Ejército, que debían retardarla, con perjuicio de la causa.

En enero Belgrano debió dejar el mando del Ejército del Norte al coronel José de San Martín, quien había sido uno de los jefes de la revolución del 8 de octubre de 1812 que había depuesto al Primer Triunvirato. 
En la Posta de Yatasto, Belgrano entregó la jefatura del nuevamente derrotado Ejército del Norte a San Martín y a los pocos días regresó a Buenos Aires, seriamente enfermo por afecciones contraídas durante sus extensas campañas militares, probablemente paludismo y tripanosomiasis.
Pese a encontrarse con un ejército material y anímicamente diezmado, San Martín reconoció en todo momento la gran labor libertadora desempeñada por Belgrano al frente de las terribles campañas del Alto Perú, profesándole en todo momento un gran respeto y admiración.
Su fracaso en esta campaña ha sido considerado como determinante de la posterior separación de Bolivia de la Argentina.

### Diplomacia en Europa

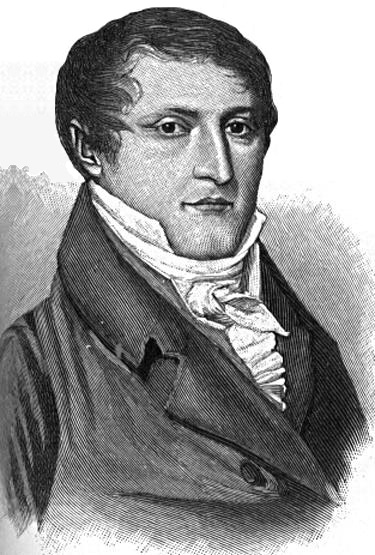
Manuel Belgrano.

Belgrano fue enviado por el Director Supremo de las Provincias Unidas del Río de la Plata, Gervasio Antonio de Posadas, como diplomático a Europa. Entre 1814 y 1815 viajó, con riesgo para su vida, tanto por estar enfermo como por ser considerado un súbdito rebelde, al Viejo Mundo para negociar el reconocimiento de la independencia ante las potencias europeas, aunque sin obtener resultados.
Fue enviado junto con Rivadavia a Londres, para negociar con el gobierno británico y con el rey de España, Fernando VII. No es seguro qué actitud debían tomar respecto de este, si conseguir la independencia o reconocerlo como monarca constitucional. Rivadavia llevaba instrucciones secretas que Belgrano no conocía: negociar preferentemente con Londres y ofrecer la corona del Reino del Río de la Plata a un príncipe español o británico. De paso por Río de Janeiro, se entrevistaron con lord Strangford, el embajador británico. También estaba en esa ciudad Manuel José García, enviado por el director Supremo Carlos María de Alvear para negociar otras opciones; entre ellas, la incorporación al Imperio británico como colonia.
Llegados a Londres, no lograron entrevistarse con el canciller Robert Stewart, vizconde de Castlereagh. Temiendo quedar aislados, intentaron coronar al príncipe Francisco de Paula de Borbón, un hermano de Fernando VII, con la colaboración del exrey Carlos IV de España. Incluso Belgrano redactó un proyecto de constitución, casi copiada de la británica, con su cámara de Nobles, de Comunes, y su nobleza.
Durante su viaje como diplomático observó la hostilidad de casi todos los gobiernos europeos de entonces hacia las repúblicas y las democracias, ya que la restauración absolutista de la Santa Alianza se había impuesto en Europa. Por ello, a su regreso de la misión diplomática en Europa, a mediados de 1815 volvió a proponer, esta vez con el apoyo de San Martín, un gobierno regalista pero, a diferencia del absolutismo europeo bregó por una monarquía constitucional. Esta posición política no fue aceptada por los partidarios independentistas republicanos.

### La guerra civil en el Litoral
Belgrano retornó a Buenos Aires y se puso en contacto con el nuevo Director Supremo de las Provincias Unidas del Río de la Plata, Ignacio Álvarez Thomas, con quien estaba emparentado tanto familiar como políticamente.
Debido al fracaso de Juan José Viamonte, que había sido enviado previamente contra los federales de la tenencia de gobierno de Santa Fe, que se oponían a la dependencia de Buenos Aires, y que había terminado preso en el campamento del caudillo de la Banda Oriental José Gervasio Artigas; Álvarez Thomas decidió enviar a Santa Fe a un contingente comandado por Eustoquio Díaz Vélez y al Ejército del Norte, que estaba bajo la conducción del general Belgrano.
Belgrano reemplazó a Viamonte y envió a su segundo, Eustoquio Díaz Vélez, el mismo que había sido su segundo en Tucumán, Salta, Vilcapugio y Ayohuma, a exigir rendición a los santafesinos, pero este —"para cortar de raíz la cruenta guerra civil"— firmó el Pacto de Santo Tomé, el 9 de abril de 1816, con Cosme Maciel, comandante de la fuerza de mar de Santa Fe y representante del gobernador Mariano Vera. Por este tratado se depuso a Belgrano como jefe del ejército, colocándose a Díaz Vélez en su lugar. Esta rebelión de Díaz Vélez provocó la caída de Álvarez Thomas como director del protoestado. Se acordó que la paz definitiva debía de ser ratificada entre ambos gobiernos y ser también aceptada por Artigas.
El caudillo Artigas se opuso a la firma del acuerdo de paz definitivo que fue finalmente dejado de lado por el nuevo Director Supremo, Antonio González Balcarce, y por el Congreso de Tucumán. Esta negativa tuvo como consecuencia que la Liga de los Pueblos Libres no envió diputados al Congreso de Tucumán ni participó de la Declaración de independencia de la Argentina.

### El Congreso de Tucumán, los intentos monárquicos y la declaración de la independencia

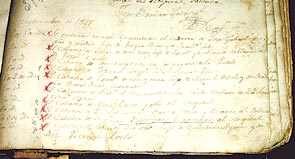
Registros del Cementerio de la Recoleta sobre el entierro de Juan Bautista Túpac Amaru, Inca que Belgrano intentó coronar como rey de las independizadas Provincias Unidas de Sudamérica.

Ante los hechos consumados de su época determinados por el absolutismo de la Santa Alianza, Belgrano consideró que lo conveniente era preservar a la región del Plata a través de la declaración de su independencia y del establecimiento de un modo de gobierno monárquico moderado que pudiera ser reconocido por la mayoría de las potencias europeas.
Del mismo modo suponía que tal tipo de gobierno regalista mantendría, como ocurría con Brasil, unificada a la enorme extensión territorial de las provincias liberadas, que habían integrado el antiguo virreinato rioplatense y que se encontraban habitadas por diversos pueblos que estaban secularmente en conflicto.
El 6 de julio de 1816, Belgrano expuso ante los diputados del Congreso de Tucumán, en dos reuniones, una propuesta de instaurar una monarquía casi nominal que ofrecía el trono a los descendientes de los Incas. Según este Plan del Inca muy probablemente proyectó que el título correspondiera a Juan Bautista Túpac Amaru, único hermano sobreviviente conocido del inca Túpac Amaru II, y un gobierno efectivo de tipo parlamentario, con el objeto de lograr el pronto reconocimiento a nivel internacional de la independencia argentina.
Su propuesta de implantar una monarquía inca parlamentaria fue ridiculizada por sus contemporáneos que apoyaban la formación de una república. Sin embargo, obedecía a un inteligente cálculo por parte de Belgrano: la oferta de la corona a los Incas buscaba atraer la adhesión de parte de las poblaciones incas de las actuales zonas andinas de Bolivia, Perú y Ecuador al movimiento emancipatorio que se gestaba desde Argentina.
Fue, con San Martín y Bernardo de Monteagudo, uno de los principales promotores de la Declaración de la independencia de las Provincias Unidas en Sud América, en San Miguel de Tucumán, el 9 de julio de 1816.

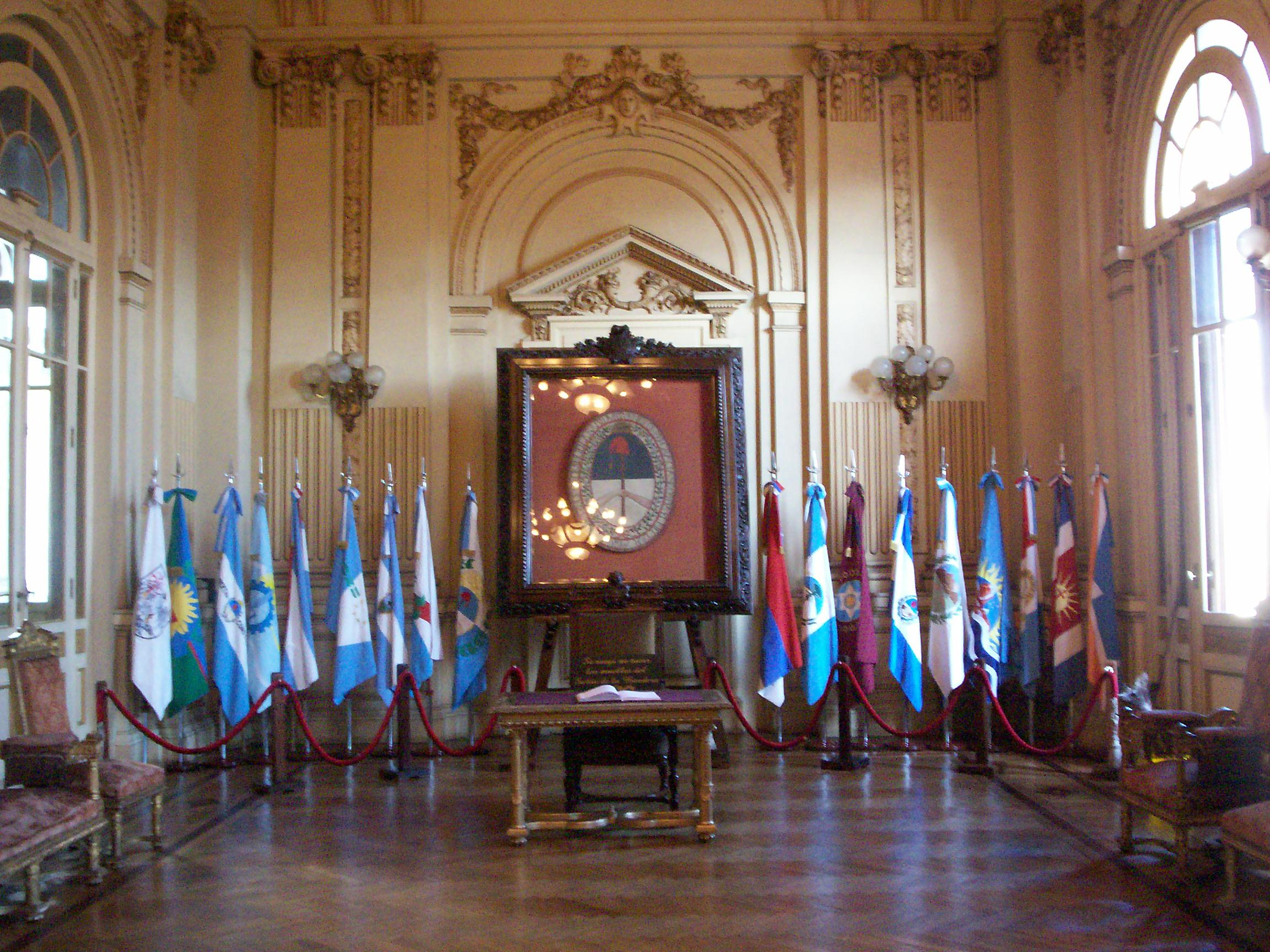
Salón de la Bandera, con la bandera del Ejército del Norte donada por Belgrano (Casa de Gobierno de Jujuy).

### Nuevamente general en jefe del Ejército del Norte
En agosto de 1816 Belgrano se hizo cargo nuevamente del Ejército del Norte; pero no pudo organizar una cuarta expedición al Alto Perú, como era su sueño. Solo alcanzó a enviar al teniente coronel Gregorio Aráoz de Lamadrid en una campaña menor, en marzo de 1817, hasta las cercanías de Tarija. Pero Lamadrid, después de una pequeña victoria, y con apenas 400 hombres, atacó Chuquisaca por sorpresa. Fue derrotado y tuvo que huir por la sierra y la selva, volviendo a Tucumán por el camino de Orán.

### La nueva guerra civil en el norte y en el Litoral
También en 1817, por orden del Congreso de Tucumán, Belgrano envió a sus mejores tropas a aplastar la revolución federal de Santiago del Estero, acaudillada por Juan Francisco Borges, quien fue capturado por Aráoz de Lamadrid. Al saber de la prisión de Borges, Belgrano —que originalmente había ordenado su fusilamiento— le indultó pero Lamadrid ya había fusilado a su rival santiagueño.
El Ejército del Norte pasó un año acantonado en la rústica fortaleza de La Ciudadela, a un par de kilómetros al sudoeste de la Plaza Mayor de la ciudad de San Miguel de Tucumán, sin recursos para seguir la guerra, y tratando de contrarrestar los posibles contraataques de los realistas.
Se le ordenó repetidas veces utilizar divisiones del Ejército del Norte contra los federales de Santa Fe. De modo que se trasladó a la Villa de Ranchos, en Córdoba, y envió contra el caudillo de Santa Fe Estanislao López al coronel cordobés Juan Bautista Bustos, que no logró doblegar la resistencia del santafesino. Si bien no combatió personalmente a los federales continuamente se quejaba a las autoridades nacionales de la inutilidad de esa guerra y advertía al gobierno que la población de las provincias estaban descontentas del centralismo:

"Hay mucha equivocación en los conceptos: no existe tal facilidad de concluir esta guerra; si los autores de ella no quieren concluirla, no se acabará jamás... El ejército que mando no puede acabarla, es un imposible. Su único fin debe ser por un avenimiento... o veremos transformarse el país en puros salvajes..."

A mediados de 1819, cuando estaba ya muy enfermo, el general José Rondeau, nuevo Director Supremo, ordenó que tanto el Ejército del Norte como el Ejército de los Andes, comandado por San Martín, abandonaran la lucha contra los realistas para aplastar las rebeldías provinciales. San Martín sencillamente ignoró la orden, mientras Belgrano obedeció a medias: ordenó a sus tropas iniciar la marcha hacia el sur, pero pidió licencia por enfermedad y delegó el mando en su segundo, Francisco Fernández de la Cruz el 11 de setiembre de 1819.
Se instaló en Tucumán, pero a poco de llegar fue sorprendido por un motín en esa provincia, que llevó al gobierno a su viejo conocido Bernabé Aráoz, y terminó con el general en prisión. Su médico particular, el escocés Joseph Redhead —a quien había conocido después de la batalla de Tucumán y que lo había acompañado desde entonces— tuvo que interceder por él para que no fuera encadenado. Fue también él quien preparó su viaje a Buenos Aires.
La provincia de Tucumán negó su obediencia al Directorio. Dos meses más tarde, también el Ejército del Norte se negó a apoyar al gobierno central contra los federales: al llegar a Santa Fe, el general Bustos dirigió el llamado motín de Arequito, y el Ejército del Norte fue disuelto.

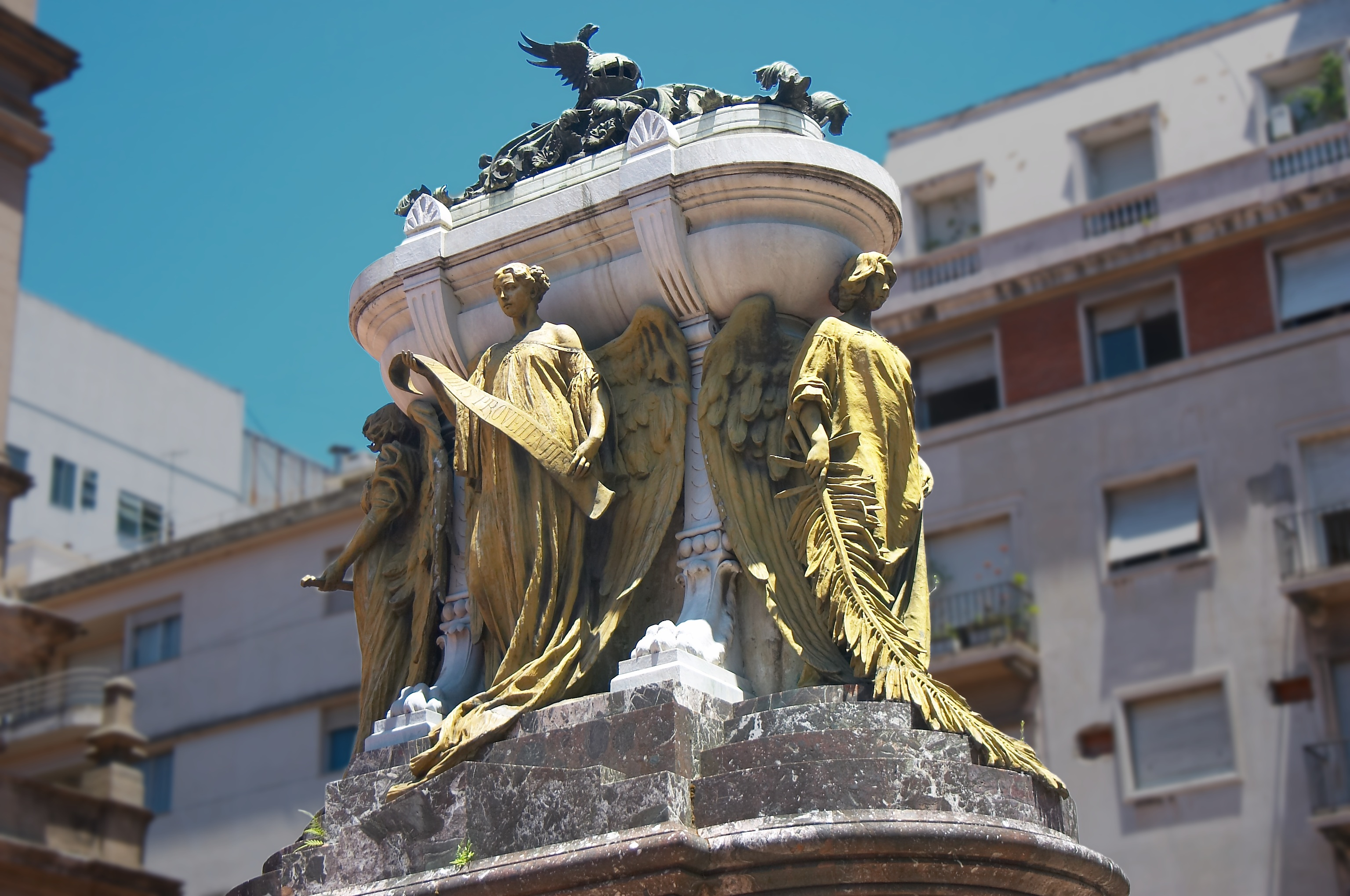
Mausoleo de Manuel Belgrano en el Convento de Santo Domingo, Buenos Aires, obra de Ettore Ximenes.

### Su muerte
Belgrano llegó a Buenos Aires en plena Anarquía del Año XX, ya seriamente enfermo de hidropesía. Esta misma enfermedad lo llevó a la muerte, el 20 de junio de 1820.
En su lecho final fue examinado por el médico escocés Joseph Redhead, que lo atendió en su casa; al no poder pagarle por sus servicios, pues en ese momento estaba sumido en la pobreza, Belgrano quiso darle un reloj como pago. Ante la negativa del galeno a cobrarle, Belgrano tomó su mano y puso el reloj dentro de ella, agradeciéndole por sus servicios. Se trataba de un reloj de bolsillo con cadena, de oro y esmalte, que el rey Jorge III del Reino Unido había obsequiado a Belgrano.
Una de sus últimas frases fue de esperanza, a pesar de los malos momentos que pasaban tanto él como su patria:

… sólo me consuela el convencimiento en que estoy, de quien siendo nuestra revolución obra de Dios, él es quien la ha de llevar hasta su fin, manifestándonos que toda nuestra gratitud la debemos convertir a su Divina Majestad y de ningún modo a hombre alguno.
Manuel Belgrano

Murió en la pobreza, a pesar de que su familia había sido una de las más acaudaladas del Río de La Plata antes de que Belgrano se comprometiera con la causa de la independencia.
El mismo día de su muerte es recordado como el Día de los tres gobernadores pues se desataba una crisis política en el gobierno ejecutivo de la provincia. Esto ayudó a que su fallecimiento pasara casi inadvertido. El único diario que publicó la noticia fue "El Despertador Teofilantrópico", que era redactado por el fraile franciscano Francisco de Paula Castañeda.
Cumpliendo con su última voluntad, su cadáver fue amortajado con el hábito de los dominicos, tal como era costumbre entre los terciarios dominicos, de los que formaba parte y fue trasladado desde la casa paterna en la que murió -actual Avenida Belgrano, n.º 430- al Convento de Santo Domingo, recibiendo sepultura en un atrio. Como su familia no tenía dinero para hacer la lápida para su tumba, se improvisó una con el mármol de una cómoda de su hermano Miguel Belgrano.

### Exhumación de sus restos
El 4 de septiembre de 1902, una comisión designada por el presidente de la Nación, Julio Argentino Roca, procedió a exhumar los restos de Belgrano, para trasladarlos a la urna que fue depositada en el monumento que se inauguró en octubre de ese año en el mismo atrio de Santo Domingo. Dicho monumento se construyó por suscripción popular.
Levantada la lápida, se retiraron los huesos, que fueron colocados en una bandeja de plata. Entre ellos se encontraron algunos dientes, uno de los cuales fue tomado por el ministro del interior, doctor Joaquín V. González, y otro por el ministro de Guerra, coronel Pablo Riccheri. Este hecho fue publicado y condenado por los principales diarios porteños y concluyó cuando el prior de Santo Domingo comentó, en cartas al diario La Prensa, que había recibido ambos dientes. El ministro González se había justificado ante el prior diciendo que se había llevado el diente para mostrarlo a sus amigos, y Ricchieri dijo que el lo retiró para presentarlo al señor general Bartolomé Mitre.

## Belgrano y la educación

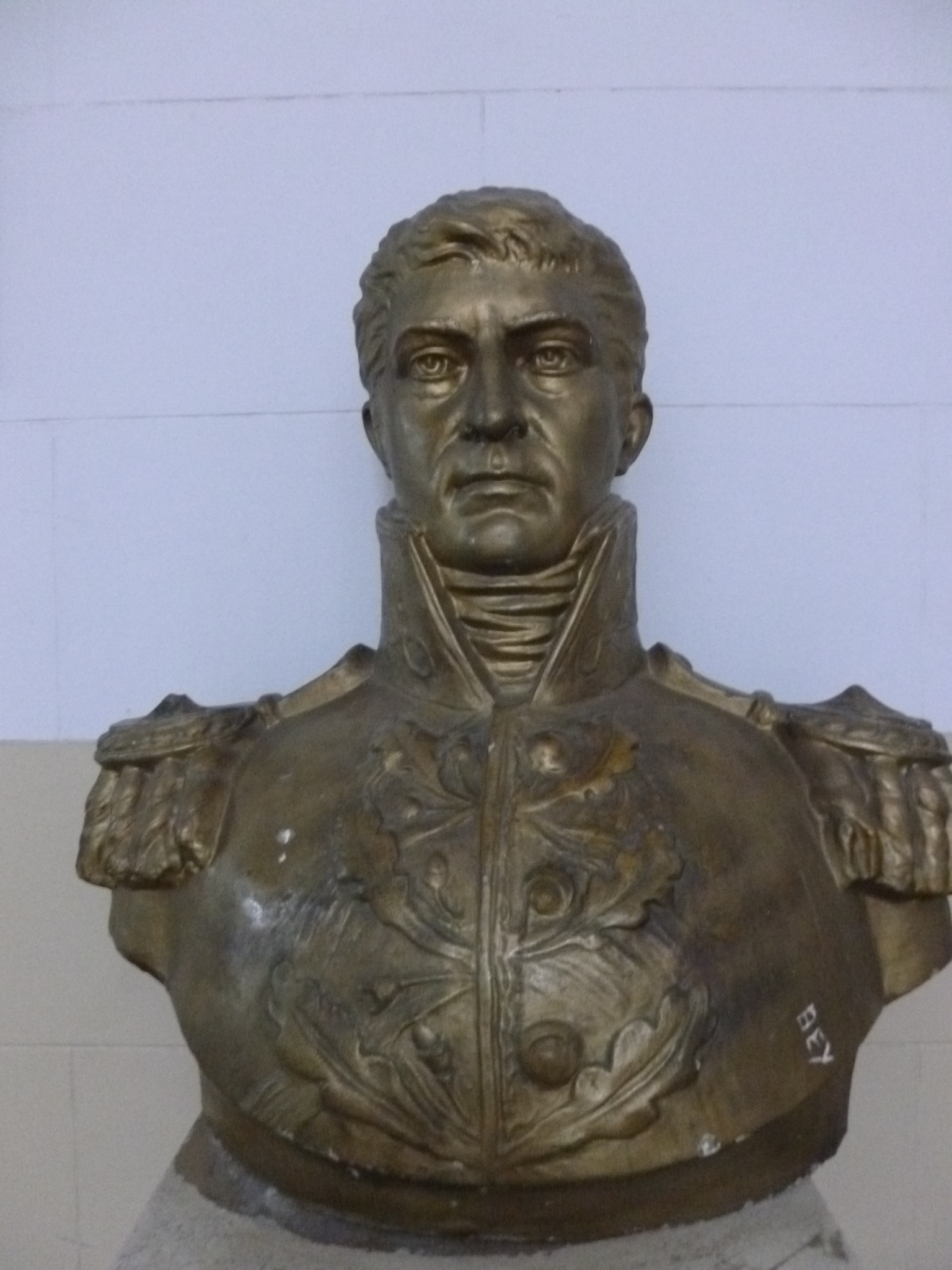
Busto entronizado en la Escuela N.º 67 Juan E. Pestalozzi, de Rosario, Argentina. Escultor Erminio Blotta

Belgrano fue uno de los próceres argentinos que más énfasis pusieron en impulsar la educación.
Durante su estadía en España había elaborado un plan de acción, que en total abarcaba seis puntos. Uno de ellos estaba dedicado a la educación:

Antiguamente se halló en la política la máxima siguiente: "Es bueno mantener la gran masa del pueblo en la ignorancia"; idea que, aunque no fuera indigna del hombre, se opone directamente al verdadero interés del Soberano. (...) Ése es uno de los objetivos más importantes del Gobierno. Vasallos dichosos y Soberano poderoso son los resultados del estado actual de las escuelas públicas, y de la educación lugareña, que, después de mil ensayos, se han establecido en varias provincias de Alemania, Suecia, Inglaterra, etc. (...). Por este medio se logran en la gran masa de una nación costumbres sanas.

Respecto a la educación dijo que:

Sin que se ilustren los habitantes de un país, o lo que es lo mismo, sin enseñanza, nada podríamos adelantar.
Manuel Belgrano

La patria necesita de ciudadanos instruidos.
Manuel Belgrano

### Memorias ante el Consulado de Comercio

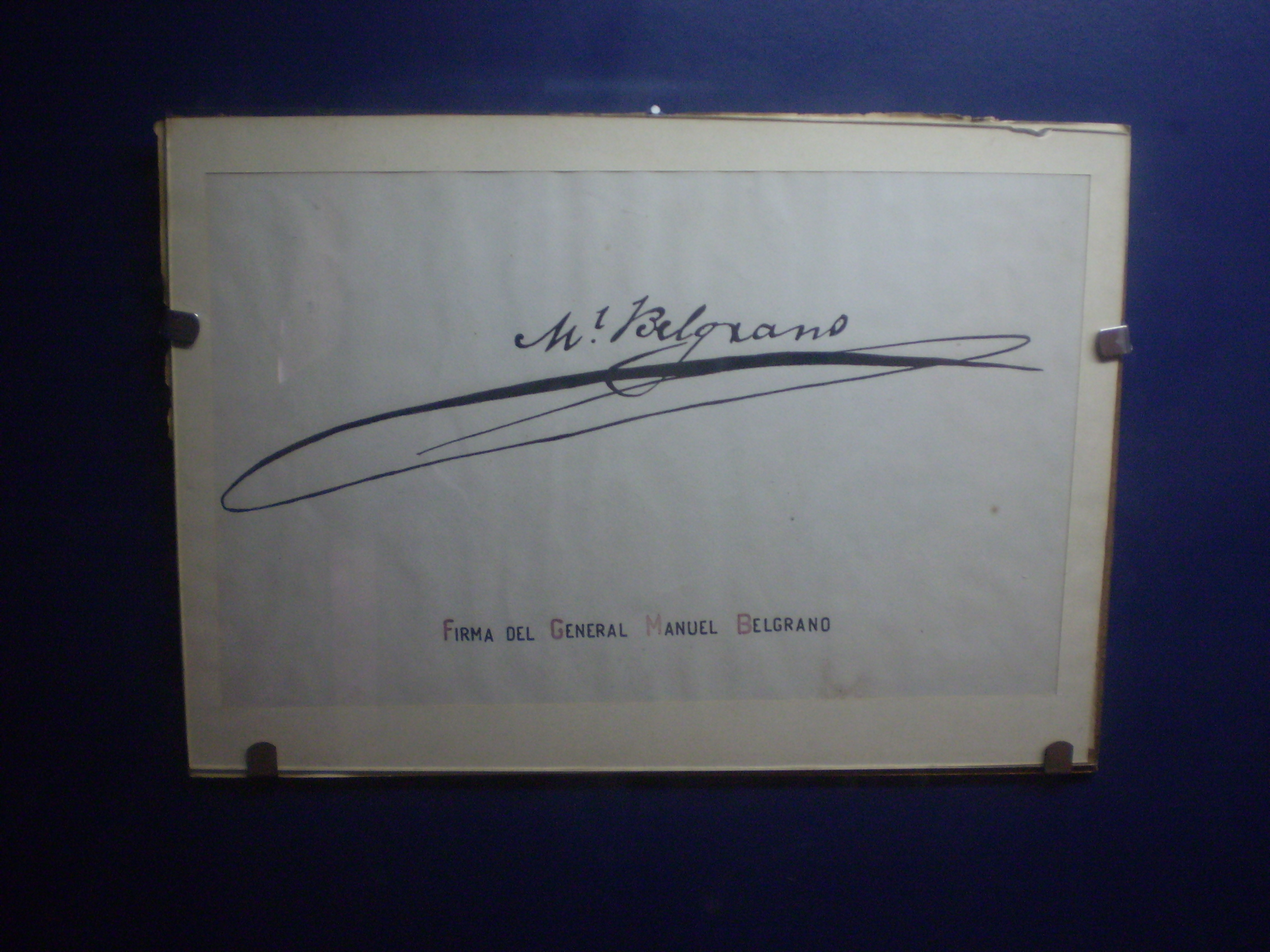
Firma de Manuel Belgrano.

Al regresar de España con una sólida preparación en materia económica, Belgrano mostró en su accionar la influencia que en él habían ejercido las nuevas ideas.
Ya como Secretario del Consulado, y por una real orden de erección de dicha institución (1794), tenía la obligación de presentar anualmente una memoria al cuerpo relatando las actividades realizadas. Sin embargo, Belgrano las redactó puntualizando más lo que debiera hacerse que relatando lo efectuado. De esta manera alertaba a las autoridades sobre las necesidades de la colonia, adoctrinaba a sus paisanos y no despertaba sospechas de las autoridades.
En la primera memoria consular (1796), proponía la creación de siete tipos de establecimientos educativos, a saber:
- Una Escuela de Comercio
- La Escuela de Náutica (creada en 1799)
- La Academia de Geometría y Dibujo (creada en 1799)
- Escuelas agrícolas
- Escuelas de hilanzas de lana y de algodón
- Enseñanza primaria, gratuita y obligatoria en todo el reino
- Escuelas para mujeres

En la primera memoria, fundamentó sus propuestas y su relevancia económica de muchas maneras:

Una de las causas a que atribuyo el poco producto de las tierra y el ningún adelantamiento del labrador (...) [es] porque no se mira a la agricultura como un arte que tenga necesidad de estudio, de reflexiones o de reglas.

No se crea que es ajeno al ministerio eclesiástico el instruir y comunicar las luces sobre el cultivo de las tierras, artes, comercio, etc., pues el mejor medio de socorrer la mendicidad y miseria es prevenirla y atenderla en su origen.
¿Cómo, pues, la pondremos [a la industria] en este estado [de riqueza]? Con unos buenos principios(...) Los buenos principios los adquirirá el artista en una escuela de dibujo que, sin duda, es el alma de las artes.
A estas infelices gentes (por los pobres) que, acostumbradas a vivir en la ociosidad, como llevo expuesto, desde niños, les es muy penoso el trabajo en la edad adulta y [son] o resultan unos salteadores o mendigos; estados seguramente deplorables, que podían cortarse si se les diese auxilio desde la infancia, proporcionándoles una regular educación, que es el principio de donde resultan ya los bienes ya los males de la sociedad.
Uno de los principales medios que deben aceptar a este fin son las escuelas gratuitas, donde pudiesen los infelices [es decir, los pobres] mandar a sus hijos sin tener que pagar cosa alguna por su instrucción: allí se les podría dictar buenas máximas e inspirarles amor al trabajo, pues un pueblo donde no reine éste, decae el comercio y toma lugar la miseria; las artes que producen abundancia que las multiplica después en recompensa, decaen; y todo, en una palabra, desaparece, cuando se abandona la industria, porque se cree no es de utilidad alguna.
Igualmente se deben poner escuelas gratuitas para las niñas, donde se les enseñase doctrina cristiana, a leer, escribir, coser, bordar, etc., y principalmente, inspirándoles amor al trabajo, para separarlas de la ociosidad.
La ciencia del comercio no se reduce a comprar por diez y vender por veinte, sus principios son más dignos. (...) Sea el primero [de los medios de fomento del comercio], una escuela titulada de comercio.

Es forzoso se ponga igualmente, como medio de la protección del comercio, una escuela de náutica, sin cuyos principios nadie pudiese ser patrón de lancha en este río. (...) La utilidad y ventaja que proporcionará este establecimiento, aun para los que no quieren seguir la carrera de la navegación, no será bien ponderada jamás, ni yo puedo hacerla ver claramente.

En su memoria de 1797, sobre el cultivo del lino y el cáñamo, también hacía numerosas referencias a la educación. En sí misma, esta memoria puede ser considerada como un manual didáctico sobre agricultura, explicándose con suficiente nivel de detalle como para ser de utilidad práctica para el labrador. Relataba el tipo de terreno apto para el cultivo del cáñamo, cómo debían ser las semillas para que fueran aptas para el cultivo, la forma de sembrarlo, cultivarlo y procesarlo, de modo que fuera directamente utilizable en los telares.
En total, dedicó tres memorias exclusivamente a fomentar la educación técnica:
- 16 de junio de 1800. "Utilidad, necesidad y medios de erigir un Aula de Comercio en general, donde se enseñe metódicamente y por Maestría, la ciencia del Comercio en todos sus ramos". Hasta la fecha, esta memoria no ha podido ser hallada.
- 14 de junio de 1802. "Establecimiento de fábricas de curtiembre". Ya hemos visto que en esta memoria la clave estaba en traer de Europa a maestros curtidores, o en enviar seis estudiantes a capacitarse en dicho oficio.
- 16 de junio de 1806. "Fomento de la Agricultura en Establecimientos de Sociedad y Escuelas de su enseñanza". En esta memoria, que ha llegado a nuestros días, Belgrano hacía una defensa de la enseñanza de las Matemáticas en todos los ramos del saber, mostrando su relación con la del progreso de las maquinarias y ligando el de la agricultura al de estas.

En su memoria consular de 1802 decía que sin enseñanza no hay adelantamientos y he clamado siempre por la escuela (...) como medios para la prosperidad del Estado, pero sus fondos adictos a una deuda contraída por este comercio en beneficio del erario, no han prestado margen para que pudiese disponer de ellos.

### En el Correo de Comercio
En 1809 Belgrano aceptó la creación de un nuevo periódico, auspiciado por el entonces virrey Baltasar Hidalgo de Cisneros, que apareció a fines de enero de 1810 con el nombre de Correo de Comercio de Buenos Aires. Su objetivo principal era popularizar los sanos principios de la economía política y ocuparse de materias científicas y literarias, impulsando a través de esas publicaciones la Revolución, según afirmaría en su autobiografía. También exponía acerca de los beneficios económicos que resultaría de una difusión de la educación. De los siete primeros artículos publicados en el semanario, tres de ellos correspondieron al tema educación, siendo éstos los más extensos. En el primero, titulado "Educación" expresaba:

No es fácil corresponder en que ha podido consistir, ni en que consista el fundamento más sólido, la base, digámoslo así, y el origen verdadero de la felicidad pública, cual es la educación, se halla en un estado tan miserable, que aun en las mismas capitales se resienten a su falta. (...) A la falta de estos establecimientos debemos atribuir los horrores que observamos.

Llegaba a ligar el amor al trabajo y las virtudes básicas de todo ciudadano con la educación primaria. Según su pensamiento, ninguna sociedad podía progresar si sus habitantes no tenían aprecio por el trabajo y esfuerzo y eran virtuosos:

¿Cómo, cómo se quiere que los hombres tengan amor al trabajo, que las costumbres sean arregladas, que haya copia de ciudadanos honrados, que las virtudes ahuyenten los vicios y que el gobierno reciba el fruto de sus cuidados, si no hay enseñanza, y si la ignorancia va pasando de generación en generación con mayores y más grandes aumentos?

Más adelante, en el mismo Correo de Comercio, volvía a insistir en la formación de valores:

¿Quién le ha dicho que esas virtudes son la justicia, la verdad, la buena fe, la decencia, la beneficencia, el espíritu, y que estas cualidades son tan necesarias al hombre como la razón de la que preceden. Ruboricémosnos, pero digámoslo: nadie. (...) Nuestros lectores tal vez se fastidiarán con que le hablemos tanto de escuelas; pero que se convenzan de que existen en un país nuevo que necesita echar los fundamentos de su prosperidad perpetua y que aquellos para ser sólidos y permanentes es preciso que se compongan de las virtudes morales y sociales, que sólo pueden imprimirse bien, presentando a la juventud buenos ejemplos.

Otorgaba a la educación primaria más importancia que a la universitaria, fundamentando su afirmación de la siguiente manera:

Séanos lícito aventurar la proposición de que es más necesaria la atención de todas las autoridades, de todos los magistrado, y de todos los ciudadanos para los establecimientos de la enseñanza de niñas, que para fundar una Universidad. (...) Con la Universidad, habría aprendido algo de verdad nuestra juventud en medio de la jerga escolástica, y se habría aumentado el número de nuestros doctores, pero ¿equivale esto a lo que importa la enseñanza de las que mañana han de ser madres? (...) Es indudable que no, y para prueba, no hay más que trasladarse a donde hay Universidades, y no hay quién enseñe al bello sexo.

Debido a la importancia que asignaba a la educación es que se ocupaba que ésta fuese impartida del modo que él consideraba el más adecuado y eficiente. Limitaba los castigos corporales, que representaban un hábito muy arraigado en la sociedad. Eliminaba, en gran medida, la humillación pública del alumno incorregible, por considerar que era contraproducente e innecesaria.
Se ocupaba también de señalar cómo debía ser la selección de los maestros, y de describir cuáles debían ser sus características principales. Los alumnos solo tenían una oportunidad de recibir educación, y ésta debía ser la mejor disponible. La opinión de Belgrano al respecto era contundente, tanto cuando se refiere a la educación primaria como a la técnica o terciaria:
En lo que se refiere a la educación primaria opinaba que "Si por desgracia una sola de éstas [, las maestras,] hay que sea de malas costumbres, ¿es dable hacer el cálculo de los males que pueden resultar a la sociedad? Porque desengañémosnos, el ejemplo... Si, el ejemplo es el maestro más sabio para la formación de las buenas costumbres."
Mientras que en lo relacionado con la educación terciaria o técnica decía que "Una especulación mal hecha puede traer consecuencias muy funestas al comercio de una provincia y de toda una nación. (...) ¡Qué de perjuicios para un país agricultor y comerciante! ¿Y qué modo de prevenirlos? La extensión de conocimientos, (...) que ni el labrador ni el comerciante ni el artista ignoren lo que les corresponde..."
En su primera memoria alertaba a sus oyentes sobre el tema de la elección de los maestros, cuando decía que «debía confiarse el cuidado de las escuelas gratuitas a aquellos hombres y mujeres que, por oposición, hubiesen mostrado su habilidad y cuya conducta fuese de público y notorio irreprensible»".

### La Academia de Geometría y Dibujo
La Academia de Geometría y Dibujo llegó a crearse aunque tuvo corta vida. La escuela fue creada por Belgrano y Ventura Miguel Marcó del Pont, que era desde 1797 Síndico o Director del Consulado y redactó su Reglamento, y comenzó a funcionar en 1799 en las habitaciones posteriores del edificio consular, apoyada por el Consulado, con el único requisito de que fuera posteriormente aprobada por la Corona. 
El concepto difiere quizás de lo que hoy podría pensarse representa una escuela de dibujo:

Los buenos principios los adquirirá el artista en una escuela de dibujo que, sin duda es el alma de las artes. Algunos creen inútil este conocimiento; pero es tan necesario que todo menestral lo necesita para perfeccionarse en su oficio; el carpintero, cantero, bordador, sastre, herrero y hasta los zapateros no podrán cortar unos zapatos sin el ajuste y perfección de vida, si no saben dibujar. Aún se extienden a más que [a] los artistas, los beneficios que resultan de una escuela de dibujo; sin este conocimiento los filósofos principiantes, no entenderán los Planisferios de las esferas celeste y terrestre, ni los armilares que se ponen para [estudiar] el movimiento de la tierra, y [de]más planetas en sus respectivos sistemas: y por consiguiente, los dueños de las máquinas eléctricas y neumáticas y otros muchos que se ponen ya en sus libros.

Al teólogo, a quién le es indispensable algún estudio de geografía, le facilitará el manejo del mapa y del compás; al ministro y abogado el de los planos iconográficos; [a] los agrimensores, de las casas, terrenos y sembrados que presentan los litigantes en los pleitos. El médico entenderá con más facilidad las partes del cuerpo humano, que se ve y estudia en las láminas y libros de anatomía..

En una palabra, debe ser conocimiento tan general, que aún las mujeres lo debían tener para el mejor desempeño de sus labores. Así se explica el sabio escritos Pacheco, y yo, no teniendo que añadir, digo que es forzoso que esta junta, cuya obligación es atender por todos los medios posibles a la felicidad de estos países, la establezca (igualmente que una de arquitectura, pues en los países cultos no solamente es útil sino de primera necesidad), en todas las ciudades principales del virreinato, y con más prontitud en esta capital, para cuyo caso tendré el honor de presentar unas constituciones y método de enseñar, principalmente, a aquellos que se destinan a los oficios menestrales, pues no deberían ser maestros en ningún oficio ínterin no hubiesen hecho sus exámenes sin tener que exigir ningún derecho, con aprobación del director y maestro de la escuela, que es indispensable se hagan venir de la metrópoli.

La Corona respondió en 1800 a la solicitud de Belgrano denegando su pedido de autorización, fundando su respuesta en que era un establecimiento de lujo y que la guerra no permitía sufragar tales erogaciones. Belgrano insiste peticionando nuevamente al Rey mediante cartas enviadas entre junio y agosto de 1802. Esta petición no es casual: la guerra con el Reino Unido de Gran Bretaña ya había cesado, el comercio con la metrópoli se había reanudado, y los ingresos del Consulado ya no debían utilizarse exclusivamente para financiar la guerra en Europa. Los funcionarios Reales son muy claros en esta oportunidad, argumentando lo siguiente:

En vista de las cartas de VS de 12 de junio y 14 de agosto de 1802 sobre que se restablezca la Academia de Geometría y Dibujo que se cerró en tiempo de guerra por falta de fondos y que se remita de esta península un maestro que enseñe la Química, se ha servido el Rey ordenar que se guarde lo resuelto en la Real Orden de 4 de abril de 1800, advirtiéndose a VS. aplique sus fondos a los objetos preferentes de su instituto y que si hubiere sobrantes auxilie con ellos los enormes gastos de la Corona. Dios guarde a V.S. Muchos años. Madrid 26 de julio de 1804. Firma: Soler.

Se hicieron otros intentos de revivirla, consistiendo el último de ellos en una petición del Cabildo al Rey, que también fue denegada. La Corona, en su argumentación de fondo, denegaba la aprobación no tanto en función de los mayores gastos que se incurrirían a causa de ella, sino porque a su criterio, mal o bien intencionado, la escuela no era un objeto relacionado con la misión consular de velar por el desarrollo económico de la región. 
Belgrano es muchas veces señalado como un liberal, aunque también es posible que fuera más un educador y progresista que liberal. Él mismo nos relata lo siguiente en su autobiografía:

... [España] francamente se oponía (...) [a los establecimientos de enseñanza], errados a mi entender, en los medios de conservar las colonias.

No menos me sucedió con otra de diseño, que también logré establecer, sin que costase medio real el maestro: ello es que ni éstas, ni otras propuestas a la Corte, con el objeto de fomentar los tres importantes ramos de agricultura, industria y comercio, de que estaba encargada la corporación consular, merecieron la aprobación.

### Las Escuelas de la Patria y los maestros
Por sus victorias de Tucumán y Salta, la Asamblea del Año XIII otorgó a Belgrano, como premio, 40 000 pesos fuertes (equivalentes a casi 80 kilos de oro). Belgrano respondió que prefería ser un buen hijo de la patria más que un padre de la misma, y expresó que el dinero de tal premio fuera dedicado para la construcción de escuelas públicas estatales y gratuitas en las ciudades de Tarija (en la actual Bolivia), Jujuy, San Miguel de Tucumán y Santiago del Estero.
En el texto de su donación proponía el mecanismo de elección de los maestros, que debía estar basado en el mérito. Por ejemplo, en cuanto a la educación primaria escribió que la provisión de escuelas se hará por oposición, y pasaba a establecer con minuciosidad el procedimiento que la regularía. En el artículo siguiente, el cuarto, establece Cada tres años podrá el ayuntamiento abrir nueva oposición, y convocar opositores si lo tuviese por convencimiento o hubiese proporción de mejorar el Maestro. El que ha servido o desempeñado la Escuela en igualdad de mérito y circunstancias deberá ser preferido.
Ya en el Reglamento de la Escuela de Náutica, con relación a la educación terciaria o técnica, describía en detalle un mecanismo de oposición particular designado para elegir directores:

El mecanismo de oposición consiste en la presentación de credenciales, informes sobre sus conductas pasadas, el rendir un examen y preparar un discurso a las 24 h de presentado un tema, el responder en el momento a las preguntas que cualquier miembro de la Junta desease formularle, el de labrar nuevos planos y de enseñar dicha metodología a sus discípulos, entre otros requerimientos.

El privilegio del maestro en actividad era el de conservar su puesto siempre y cuando sus aptitudes para el cargo no fueran superadas por otro maestro. La importancia que se daba a los educadores puede verse en el artículo octavo del reglamento de las escuelas donadas en 1813, en el que indicaba que se le debería dar asiento al maestro en cuerpo de Cabildo, reputándosele como Padre de la Patria.
En el artículo 18 del mismo reglamento se mencionaban cuáles debían ser los caracteres del maestro, que amplían la lista que ya habíamos expuesto anteriormente:

El maestro procurará con su conducta, y en todas sus expresiones y modos, inspirar a sus alumnos amor al orden, respeto a la Religión, consideración y dulzura en el trato, sentimientos de honor, amor a la virtud, y a otras ciencias, horror al vicio, inclinación al trabajo, desapego del interés, desprecio de todo lo que diga a profusión y lujo en el comer, vestir y demás necesidades de la vida, y un espíritu nacional que les haga preferir el bien público al privado, y estimar en más la calidad de Americano que la de Extranjero.

Si se refirió en numerosas oportunidades a estas virtudes, sin duda era porque lo consideraba importante. Insistía Belgrano en los valores en numerosos ocasiones:

Basta con que los maestros sean virtuosos y puedan con su ejemplo dar lecciones prácticas a la niñez y juventud y dirigirlos por el camino de la Santa Religión y del honor y pudiendo enseñar a leer bien, poco importa que su forma de letra no sea de lo mejor; suficiente con que se pueda entender.

Porque desengañémosnos, el ejemplo... Si, el ejemplo es el maestro más sabio para la formación de las buenas costumbres. Nada valen teorías, en vano las maestras explicarán y harán comprender a sus discípulas lo que es justicia, verdad, buena fe, etc., y todas las virtudes, si en la práctica las desmiente, ésta arrollará todo lo bueno, y será la conducta en los días ulteriores de la depravación.

Buscó elevar la condición del maestro mediante el pago de sueldos dignos. Para asegurar la financiación de la educación, propuso siempre la creación de fondos, para que los institutos tuviesen asegurados su financiamiento a perpetuidad.
Belgrano exponía que el progreso económico depende del conocimiento técnico y de los valores de la sociedad. Haciendo referencia a los males que traería el que los habitantes no estaban suficientemente capacitados, preguntaba: «¿Qué modo de prevenirlos? La extensión de conocimientos, la ilustración general, el que las luces se difundan por todos, que todos se instruyan, que adquieran ideas, que ni el labrador ni el comerciante ni el artista ignoren lo que les corresponde, que unos y otros procuren no apegarse tan íntimamente a los pensamientos de sus antepasados, los cuales sólo deben adoptarse cuando convienen y cuando no, desecharlos y abandonarlos: que lo fue útil en otro tiempo, hoy es perjudicial; las costumbres varían; los usos igualmente; y todo, de tiempo en tiempo, cambia, sin que en esto haya más misterio, que el de la vicisitud de las cosas humanas».

## Belgrano como economista
Entre sus labores intelectuales, Belgrano se destacó por su pensamiento económico, siendo considerado el primer economista Argentino.  Durante su estudios en la Universidad de Salamanca, se familiarizó con la literatura económica de la época que incluía a los mercantilistas, los fisiócratas y a las nociones de la economía clásica expuestas en La riqueza de las naciones de Adam Smith. Al volver, ejerció como secretario general del Consulado Real de Buenos Aires por 16 años.
En sus escritos económicos propuso al desarrollo y tecnificación del agro como base de un modelo de desarrollo nacional, lo cual se volvería la base del programa económico de la generación del 80 décadas después. Siguiendo el pensamiento del economista francés François Quesnay, resaltó la interdependencia entre agricultura e industria como un proceso interactivo y dinámico, propiciando acuerdos entre ganaderos y comerciantes que llevaran a que ambos sectores se beneficiaran mutuamente. Además, destacó la importancia de la buena fe en los negocios y la competencia en todos los mercados,  describiendo un mecanismo automático de ajuste de los precios en un mercado en competencia que se anticipó a la teoría de los precios elaborada por el economista austríaco Carl Mengel. También analizó el proceso de circulación del dinero cuando es afectada la confianza general hacia la conducta del Estado y escribió sobre los perjuicios que ocasiona a las naciones el abuso de la deuda pública. 
Para llevar a cabo su plan económico, Belgrano sugirió la creación de escuelas públicas gratuitas de artes y oficios y especialmente de escuelas comerciales, apoyando la creación de una Escuela de Ingenieros y una Escuela de Matemáticos y  propició la creación de una Compañía de Seguros Marítimos para expandir el comercio exterior de la Argentina. Creía que el país necesitaba una marina mercante para evitar que la riqueza del país no se fuera al extranjero.

## Belgrano como traductor
Belgrano era políglota y un ávido lector. Entre sus labores intelectuales se destaca haber traducido del francés las "Máximas Generales del Gobierno Económico de un Reyno Agricultor”, del economista François Quesnay (1794), y “Principios de la Ciencia Económica Política” (1796).

Del inglés, tradujo la Despedida de Washington al pueblo de los Estados Unidos, discurso pronunciado por Washington al rechazar la posibilidad de un tercer mandato consecutivo. En sus palabras, lo movió a realizar esta tarea
"El ardiente deseo que tengo de que mis conciudadanos se apoderen de las verdaderas ideas, que deben abrigar, si aman la patria (...) me ha empeñado a emprender esta traducción en medio de mis graves ocupaciones”. 
Tradujo el discurso con ayuda de su médico, el estadounidense Joseph Redhead. Además, escribió una introducción al texto que finaliza con una dedicatoria   
“al gobierno, a mis conciudadanos y a cuantos piensen en la felicidad de la América, que no separen de su bolsillo este librito” 

Llevó a cabo la traducción durante las campañas militares en Salta y Tucumán, firmándola en Alurralde el 2 de febrero de 1813. De acuerdo con Bartolomé Mitre, 
“en vísperas de la batalla de Salta, Belgrano aprovechaba los momentos de descanso en cultivar su inteligencia, y fortalecer su conciencia por la meditación de los escritos de los grandes hombres con que se honra la humanidad. Entre estos, era Jorge Washington el objetivo de su particular admiración, así es que, en los pocos días que permaneció el ejército patriota detenido en la margen izquierda del Pasaje, acabó de perfeccionar una traducción de la despedida que aquel inmortal republicano, había dirigido al pueblo de los Estados Unidos al tiempo de separarse de los negocios públicos.” 

## Vida privada

### Aspecto físico
Las versiones sobre el aspecto físico de Manuel Belgrano difieren. Según Bartolomé Mitre, era "de regular estatura, cabello rubio y sedoso, ojos grandes de color azul sombrío, tez muy blanca y algo sonrojada; y cabeza grande y bien modelada". Pero quienes lo describieron a la edad de dieciocho años decían que tenía ojos castaños y pelo rojo". Un cronista inglés lo describió como rubio.
No usaba bigote y tenía escasa barba, nariz fina y ligeramente aguileña y contextura delicada. Era elegante, aseado y de porte esmerado.

### Semblanza
De Belgrano se ha dicho que:

Es el más metódico de los [generales] que conozco en nuestra América; lleno de integridad y talento natural, no tendrá los conocimientos de un Moreau o Bonaparte en punto a milicia, pero créame Ud. que es el mejor que tenemos en América del Sur.
General José de San Martín a Godoy Cruz.

Belgrano no tenía, como él mismo lo ha dicho, grandes conocimientos militares, pero poseía un juicio recto, una honradez a toda prueba, un patriotismo puro y desinteresado, el más exquisito amor al orden, un entusiasmo decidido por la disciplina y un valor moral que jamás se ha desmentido.
General José María Paz

General sin las dotes del genio militar, hombre de estado sin fisonomía acentuada...Sus virtudes fueron la resignación y la esperanza, la honradez del propósito y el trabajo desinteresado.
Domingo Faustino Sarmiento

### Relaciones sentimentales y descendencia
Belgrano inició una intensa relación amorosa con María Josefa Ezcurra, cuñada de Juan Manuel de Rosas, en algún momento entre su llegada a Buenos Aires y su partida a Tucumán para organizar el Ejército del Norte. No obstante, es posible que se conocieran desde antes. Ella en realidad se había casado años antes con su primo, el navarro Juan Esteban de Ezcurra, quien después de nueve años de matrimonio, sin hijos, y disconforme con la Revolución de Mayo, se exilió en su patria, negándose María a acompañarlo. Aunque nunca la volvió a ver, Juan Esteban la nombró su heredera.
María Josefa acompañó al Ejército en la campaña del Norte. En su transcurso concibió un hijo, que nació el 30 de julio de 1813 en la estancia de unos amigos en Santa Fe y que fue bautizado con el nombre de Pedro Pablo. Fue anotado como huérfano en la Catedral de Santa Fe y se ignora si el niño conoció a su padre, pues lo adoptó inmediatamente su tía materna, Encarnación Ezcurra, a la sazón recién casada con Juan Manuel de Rosas; posteriormente fue conocido como Pedro Rosas y Belgrano, llegó al grado de coronel y tuvo una complicada actuación pública en la década de 1850.
En 1812, después de su victoria en Tucumán, Belgrano conoció a la joven María Dolores Helguero y Liendo, a quien prometió matrimonio. Pero la prometida unión nunca llegó a concretarse, pues cuando Belgrano regresó de sus campañas, la joven había sido dada en matrimonio a otro hombre. Se sabe que se volvieron a ver durante el Congreso de Tucumán, cuando ella aún estaba casada, y que años más tarde tuvieron como fruto de su relación a Manuela Mónica Belgrano, nacida el 4 de mayo de 1819. La niña vivió con su madre hasta 1825, cuando la hermana de su padre, Juana Belgrano de Chas, la llevó a Buenos Aires. Mónica y su medio hermano se conocieron en 1834, después de que Rosas cumpliera con el pedido de Belgrano de revelarle a Pedro su verdadera filiación cuando fuera mayor de edad. Mónica se casó en 1853 con un pariente distante, Manuel Vega Belgrano.
Otra amante conocida de Belgrano fue una francesa que se hacía llamar mademoiselle (señorita) Elisa Pichegru, a quien conoció durante su misión diplomática en Londres. La relación fue corta y terminó cuando él retornó a Buenos Aires. Pichegru, que según los relatos de la época era una mujer aventurera que vestía provocativamente, fue a visitarlo a Buenos Aires en 1817, pero debido a que él se encontraba en el Congreso de Tucumán, se volvió a Europa sin poder verlo.

### Árbol genealógico
Los padres de Manuel Belgrano se casaron el 4 de noviembre de 1757 en la Iglesia de la Merced. La madre era porteña (aunque el padre y los hermanos menores de ella eran de Santiago del Estero) y tenía 27 años cuando nació Manuel, en su octavo parto. Falleció en agosto de 1799. El padre era ligur y falleció el 24 de septiembre de 1795.

#### Por el linaje paterno
|                                                                          |                                                                          |                                                                          |                                                                          |                                                                          |                                                                          |  |  | Pompeio Belgrano / Pompeyo Belgrano (casado con Marina Belgrano)                                                          | | | | | |  |  |                                                                 |                                                                 |                                                                 |                                                                 |                                                                 |                                                                 |  |  |  |  |  |  |  |  |  |  |  |  |  |  |  |  |  |  |  |  |  |  |
|                                                                          |                                                                          |                                                                          |                                                                          |                                                                          |                                                                          |  |  | | | | | | |  |  |                                                                 |                                                                 |                                                                 |                                                                 |                                                                 |                                                                 |  |  |  |  |  |  |  |  |  |  |  |  |  |  |  |  |  |  |  |  |  |  |
|                                                                          |                                                                          |                                                                          |                                                                          |                                                                          |                                                                          |  |  | | | | | | |  |  |                                                                 |                                                                 |                                                                 |                                                                 |                                                                 |                                                                 |  |  |  |  |  |  |  |  |  |  |  |  |  |  |  |  |  |  |  |  |  |  |
| Agostino Belgrano e Belgrano / Agustín Belgrano                          | Agostino Belgrano e Belgrano / Agustín Belgrano                          | Agostino Belgrano e Belgrano / Agustín Belgrano                          | Agostino Belgrano e Belgrano / Agustín Belgrano                          | Agostino Belgrano e Belgrano / Agustín Belgrano                          | Agostino Belgrano e Belgrano / Agustín Belgrano                          |  |  | Carlo Mattia Belgrano / Carlos Matías Belgrano Y Belgrano(casado con Giovanna del Giudice / Juana del Giúdice)            | Carlo Mattia Belgrano / Carlos Matías Belgrano Y Belgrano(casado con Giovanna del Giudice / Juana del Giúdice)      | Carlo Mattia Belgrano / Carlos Matías Belgrano Y Belgrano(casado con Giovanna del Giudice / Juana del Giúdice)      | Carlo Mattia Belgrano / Carlos Matías Belgrano Y Belgrano(casado con Giovanna del Giudice / Juana del Giúdice)      | Carlo Mattia Belgrano / Carlos Matías Belgrano Y Belgrano(casado con Giovanna del Giudice / Juana del Giúdice)      | Carlo Mattia Belgrano / Carlos Matías Belgrano Y Belgrano(casado con Giovanna del Giudice / Juana del Giúdice)      |  |  | María Virginia Belgrano y Melgrano                              | María Virginia Belgrano y Melgrano                              | María Virginia Belgrano y Melgrano                              | María Virginia Belgrano y Melgrano                              | María Virginia Belgrano y Melgrano                              | María Virginia Belgrano y Melgrano                              |  |  |  |  |  |  |  |  |  |  |  |  |  |  |  |  |  |  |  |  |  |  |
| Agostino Belgrano e Belgrano / Agustín Belgrano                          | Agostino Belgrano e Belgrano / Agustín Belgrano                          | Agostino Belgrano e Belgrano / Agustín Belgrano                          | Agostino Belgrano e Belgrano / Agustín Belgrano                          | Agostino Belgrano e Belgrano / Agustín Belgrano                          | Agostino Belgrano e Belgrano / Agustín Belgrano                          |  |  | Carlo Mattia Belgrano / Carlos Matías Belgrano Y Belgrano(casado con Giovanna del Giudice / Juana del Giúdice)            | Carlo Mattia Belgrano / Carlos Matías Belgrano Y Belgrano(casado con Giovanna del Giudice / Juana del Giúdice)      | Carlo Mattia Belgrano / Carlos Matías Belgrano Y Belgrano(casado con Giovanna del Giudice / Juana del Giúdice)      | Carlo Mattia Belgrano / Carlos Matías Belgrano Y Belgrano(casado con Giovanna del Giudice / Juana del Giúdice)      | Carlo Mattia Belgrano / Carlos Matías Belgrano Y Belgrano(casado con Giovanna del Giudice / Juana del Giúdice)      | Carlo Mattia Belgrano / Carlos Matías Belgrano Y Belgrano(casado con Giovanna del Giudice / Juana del Giúdice)      |  |  | María Virginia Belgrano y Melgrano                              | María Virginia Belgrano y Melgrano                              | María Virginia Belgrano y Melgrano                              | María Virginia Belgrano y Melgrano                              | María Virginia Belgrano y Melgrano                              | María Virginia Belgrano y Melgrano                              |  |  |  |  |  |  |  |  |  |  |  |  |  |  |  |  |  |  |  |  |  |  |
|                                                                          |                                                                          |                                                                          |                                                                          |                                                                          |                                                                          |  |  | | | | | | |  |  |                                                                 |                                                                 |                                                                 |                                                                 |                                                                 |                                                                 |  |  |  |  |  |  |  |  |  |  |  |  |  |  |  |  |  |  |  |  |  |  |
| Rogelio Belgrano del Giúdice                                             | Rogelio Belgrano del Giúdice                                             | Rogelio Belgrano del Giúdice                                             | Rogelio Belgrano del Giúdice                                             | Rogelio Belgrano del Giúdice                                             | Rogelio Belgrano del Giúdice                                             |  |  | Francesco Belgrano del Giudice / Francisco Belgrano del Giúdice (casado con Ana Bianchi)                                  | Francesco Belgrano del Giudice / Francisco Belgrano del Giúdice (casado con Ana Bianchi)                            | Francesco Belgrano del Giudice / Francisco Belgrano del Giúdice (casado con Ana Bianchi)                            | Francesco Belgrano del Giudice / Francisco Belgrano del Giúdice (casado con Ana Bianchi)                            | Francesco Belgrano del Giudice / Francisco Belgrano del Giúdice (casado con Ana Bianchi)                            | Francesco Belgrano del Giudice / Francisco Belgrano del Giúdice (casado con Ana Bianchi)                            |  |  | Tomaso Belgrano / Tomás Belgrano                                | Tomaso Belgrano / Tomás Belgrano                                | Tomaso Belgrano / Tomás Belgrano                                | Tomaso Belgrano / Tomás Belgrano                                | Tomaso Belgrano / Tomás Belgrano                                | Tomaso Belgrano / Tomás Belgrano                                |  |  |  |  |  |  |  |  |  |  |  |  |  |  |  |  |  |  |  |  |  |  |
| Rogelio Belgrano del Giúdice                                             | Rogelio Belgrano del Giúdice                                             | Rogelio Belgrano del Giúdice                                             | Rogelio Belgrano del Giúdice                                             | Rogelio Belgrano del Giúdice                                             | Rogelio Belgrano del Giúdice                                             |  |  | Francesco Belgrano del Giudice / Francisco Belgrano del Giúdice (casado con Ana Bianchi)                                  | Francesco Belgrano del Giudice / Francisco Belgrano del Giúdice (casado con Ana Bianchi)                            | Francesco Belgrano del Giudice / Francisco Belgrano del Giúdice (casado con Ana Bianchi)                            | Francesco Belgrano del Giudice / Francisco Belgrano del Giúdice (casado con Ana Bianchi)                            | Francesco Belgrano del Giudice / Francisco Belgrano del Giúdice (casado con Ana Bianchi)                            | Francesco Belgrano del Giudice / Francisco Belgrano del Giúdice (casado con Ana Bianchi)                            |  |  | Tomaso Belgrano / Tomás Belgrano                                | Tomaso Belgrano / Tomás Belgrano                                | Tomaso Belgrano / Tomás Belgrano                                | Tomaso Belgrano / Tomás Belgrano                                | Tomaso Belgrano / Tomás Belgrano                                | Tomaso Belgrano / Tomás Belgrano                                |  |  |  |  |  |  |  |  |  |  |  |  |  |  |  |  |  |  |  |  |  |  |
|                                                                          |                                                                          |                                                                          |                                                                          |                                                                          |                                                                          |  |  | Carlo Felicce Belgrano Bianchi / Carlos Félix Belgrano Bianchi (casado con María Giussepina Berio / María Josefina Berio) | | | | | |  |  |                                                                 |                                                                 |                                                                 |                                                                 |                                                                 |                                                                 |  |  |  |  |  |  |  |  |  |  |  |  |  |  |  |  |  |  |  |  |  |  |
|                                                                          |                                                                          |                                                                          |                                                                          |                                                                          |                                                                          |  |  | | | | | | |  |  |                                                                 |                                                                 |                                                                 |                                                                 |                                                                 |                                                                 |  |  |  |  |  |  |  |  |  |  |  |  |  |  |  |  |  |  |  |  |  |  |
|                                                                          |                                                                          |                                                                          |                                                                          |                                                                          |                                                                          |  |  | | | | | | |  |  |                                                                 |                                                                 |                                                                 |                                                                 |                                                                 |                                                                 |  |  |  |  |  |  |  |  |  |  |  |  |  |  |  |  |  |  |  |  |  |  |
| Giovanni Battista Belgrano Berio / Juan Bautista Belgrano Berio          | Giovanni Battista Belgrano Berio / Juan Bautista Belgrano Berio          | Giovanni Battista Belgrano Berio / Juan Bautista Belgrano Berio          | Giovanni Battista Belgrano Berio / Juan Bautista Belgrano Berio          | Giovanni Battista Belgrano Berio / Juan Bautista Belgrano Berio          | Giovanni Battista Belgrano Berio / Juan Bautista Belgrano Berio          |  |  | Carlo Niccolò Felicce Belgrano Berio / Carlos Nicolás Félix Belgrano Berio (casado con María Gentile Peri Tiragalo)       | Carlo Niccolò Felicce Belgrano Berio / Carlos Nicolás Félix Belgrano Berio (casado con María Gentile Peri Tiragalo) | Carlo Niccolò Felicce Belgrano Berio / Carlos Nicolás Félix Belgrano Berio (casado con María Gentile Peri Tiragalo) | Carlo Niccolò Felicce Belgrano Berio / Carlos Nicolás Félix Belgrano Berio (casado con María Gentile Peri Tiragalo) | Carlo Niccolò Felicce Belgrano Berio / Carlos Nicolás Félix Belgrano Berio (casado con María Gentile Peri Tiragalo) | Carlo Niccolò Felicce Belgrano Berio / Carlos Nicolás Félix Belgrano Berio (casado con María Gentile Peri Tiragalo) |  |  | Francesco Belgrano Berio / Francisco Belgrano Berio             | Francesco Belgrano Berio / Francisco Belgrano Berio             | Francesco Belgrano Berio / Francisco Belgrano Berio             | Francesco Belgrano Berio / Francisco Belgrano Berio             | Francesco Belgrano Berio / Francisco Belgrano Berio             | Francesco Belgrano Berio / Francisco Belgrano Berio             |  |  |  |  |  |  |  |  |  |  |  |  |  |  |  |  |  |  |  |  |  |  |
| Giovanni Battista Belgrano Berio / Juan Bautista Belgrano Berio          | Giovanni Battista Belgrano Berio / Juan Bautista Belgrano Berio          | Giovanni Battista Belgrano Berio / Juan Bautista Belgrano Berio          | Giovanni Battista Belgrano Berio / Juan Bautista Belgrano Berio          | Giovanni Battista Belgrano Berio / Juan Bautista Belgrano Berio          | Giovanni Battista Belgrano Berio / Juan Bautista Belgrano Berio          |  |  | Carlo Niccolò Felicce Belgrano Berio / Carlos Nicolás Félix Belgrano Berio (casado con María Gentile Peri Tiragalo)       | Carlo Niccolò Felicce Belgrano Berio / Carlos Nicolás Félix Belgrano Berio (casado con María Gentile Peri Tiragalo) | Carlo Niccolò Felicce Belgrano Berio / Carlos Nicolás Félix Belgrano Berio (casado con María Gentile Peri Tiragalo) | Carlo Niccolò Felicce Belgrano Berio / Carlos Nicolás Félix Belgrano Berio (casado con María Gentile Peri Tiragalo) | Carlo Niccolò Felicce Belgrano Berio / Carlos Nicolás Félix Belgrano Berio (casado con María Gentile Peri Tiragalo) | Carlo Niccolò Felicce Belgrano Berio / Carlos Nicolás Félix Belgrano Berio (casado con María Gentile Peri Tiragalo) |  |  | Francesco Belgrano Berio / Francisco Belgrano Berio             | Francesco Belgrano Berio / Francisco Belgrano Berio             | Francesco Belgrano Berio / Francisco Belgrano Berio             | Francesco Belgrano Berio / Francisco Belgrano Berio             | Francesco Belgrano Berio / Francisco Belgrano Berio             | Francesco Belgrano Berio / Francisco Belgrano Berio             |  |  |  |  |  |  |  |  |  |  |  |  |  |  |  |  |  |  |  |  |  |  |
|                                                                          |                                                                          |                                                                          |                                                                          |                                                                          |                                                                          |  |  | | | | | | |  |  |                                                                 |                                                                 |                                                                 |                                                                 |                                                                 |                                                                 |  |  |  |  |  |  |  |  |  |  |  |  |  |  |  |  |  |  |  |  |  |  |
| Giovanni Agostino María Belgrano Peri / Juan Agustín María Belgrano Peri | Giovanni Agostino María Belgrano Peri / Juan Agustín María Belgrano Peri | Giovanni Agostino María Belgrano Peri / Juan Agustín María Belgrano Peri | Giovanni Agostino María Belgrano Peri / Juan Agustín María Belgrano Peri | Giovanni Agostino María Belgrano Peri / Juan Agustín María Belgrano Peri | Giovanni Agostino María Belgrano Peri / Juan Agustín María Belgrano Peri |  |  | Domenico Francesco Gaetano Belgrano Peri / Domingo Francisco Cayetano Belgrano Peri (Padre)                               | Domenico Francesco Gaetano Belgrano Peri / Domingo Francisco Cayetano Belgrano Peri (Padre)                         | Domenico Francesco Gaetano Belgrano Peri / Domingo Francisco Cayetano Belgrano Peri (Padre)                         | Domenico Francesco Gaetano Belgrano Peri / Domingo Francisco Cayetano Belgrano Peri (Padre)                         | Domenico Francesco Gaetano Belgrano Peri / Domingo Francisco Cayetano Belgrano Peri (Padre)                         | Domenico Francesco Gaetano Belgrano Peri / Domingo Francisco Cayetano Belgrano Peri (Padre)                         |  |  | Niccolò Ambrogio Belgrano Peri / Nicolás Ambrosio Belgrano Peri | Niccolò Ambrogio Belgrano Peri / Nicolás Ambrosio Belgrano Peri | Niccolò Ambrogio Belgrano Peri / Nicolás Ambrosio Belgrano Peri | Niccolò Ambrogio Belgrano Peri / Nicolás Ambrosio Belgrano Peri | Niccolò Ambrogio Belgrano Peri / Nicolás Ambrosio Belgrano Peri | Niccolò Ambrogio Belgrano Peri / Nicolás Ambrosio Belgrano Peri |  |  |  |  |  |  |  |  |  |  |  |  |  |  |  |  |  |  |  |  |  |  |

#### Por linaje materno
|                         |                         |                         |                         |                         |                         |  |  | José de Islas                                                   |                                                                 |                                                                 |                                                                 |                                                                 |                                                                 |  |  |                     |                     |                     |                     |                     |                     |  |  |                |                |                |                |                |                |  |  |  |  |  |  |  |  |  |  |  |  |  |  |  |  |  |  |  |  |
|                         |                         |                         |                         |                         |                         |  |  |                                                                 |                                                                 |                                                                 |                                                                 |                                                                 |                                                                 |  |  |                     |                     |                     |                     |                     |                     |  |  |                |                |                |                |                |                |  |  |  |  |  |  |  |  |  |  |  |  |  |  |  |  |  |  |  |  |
|                         |                         |                         |                         |                         |                         |  |  |                                                                 |                                                                 |                                                                 |                                                                 |                                                                 |                                                                 |  |  |                     |                     |                     |                     |                     |                     |  |  |                |                |                |                |                |                |  |  |  |  |  |  |  |  |  |  |  |  |  |  |  |  |  |  |  |  |
| José Baltasar de Islas  | José Baltasar de Islas  | José Baltasar de Islas  | José Baltasar de Islas  | José Baltasar de Islas  | José Baltasar de Islas  |  |  | Lucía de Islas y Alba                                           | Lucía de Islas y Alba                                           | Lucía de Islas y Alba                                           | Lucía de Islas y Alba                                           | Lucía de Islas y Alba                                           | Lucía de Islas y Alba                                           |  |  | Juan de Islas       | Juan de Islas       | Juan de Islas       | Juan de Islas       | Juan de Islas       | Juan de Islas       |  |  | Juana de Islas | Juana de Islas | Juana de Islas | Juana de Islas | Juana de Islas | Juana de Islas |  |  |  |  |  |  |  |  |  |  |  |  |  |  |  |  |  |  |  |  |
| José Baltasar de Islas  | José Baltasar de Islas  | José Baltasar de Islas  | José Baltasar de Islas  | José Baltasar de Islas  | José Baltasar de Islas  |  |  | Lucía de Islas y Alba                                           | Lucía de Islas y Alba                                           | Lucía de Islas y Alba                                           | Lucía de Islas y Alba                                           | Lucía de Islas y Alba                                           | Lucía de Islas y Alba                                           |  |  | Juan de Islas       | Juan de Islas       | Juan de Islas       | Juan de Islas       | Juan de Islas       | Juan de Islas       |  |  | Juana de Islas | Juana de Islas | Juana de Islas | Juana de Islas | Juana de Islas | Juana de Islas |  |  |  |  |  |  |  |  |  |  |  |  |  |  |  |  |  |  |  |  |
|                         |                         |                         |                         |                         |                         |  |  |                                                                 |                                                                 |                                                                 |                                                                 |                                                                 |                                                                 |  |  |                     |                     |                     |                     |                     |                     |  |  |                |                |                |                |                |                |  |  |  |  |  |  |  |  |  |  |  |  |  |  |  |  |  |  |  |  |
| Gregoria González Islas | Gregoria González Islas | Gregoria González Islas | Gregoria González Islas | Gregoria González Islas | Gregoria González Islas |  |  | Juan José González Islas (casado con María Inés Casero Ramírez) | Juan José González Islas (casado con María Inés Casero Ramírez) | Juan José González Islas (casado con María Inés Casero Ramírez) | Juan José González Islas (casado con María Inés Casero Ramírez) | Juan José González Islas (casado con María Inés Casero Ramírez) | Juan José González Islas (casado con María Inés Casero Ramírez) |  |  | José González Islas | José González Islas | José González Islas | José González Islas | José González Islas | José González Islas |  |  |                |                |                |                |                |                |  |  |  |  |  |  |  |  |  |  |  |  |  |  |  |  |  |  |  |  |
| Gregoria González Islas | Gregoria González Islas | Gregoria González Islas | Gregoria González Islas | Gregoria González Islas | Gregoria González Islas |  |  | Juan José González Islas (casado con María Inés Casero Ramírez) | Juan José González Islas (casado con María Inés Casero Ramírez) | Juan José González Islas (casado con María Inés Casero Ramírez) | Juan José González Islas (casado con María Inés Casero Ramírez) | Juan José González Islas (casado con María Inés Casero Ramírez) | Juan José González Islas (casado con María Inés Casero Ramírez) |  |  | José González Islas | José González Islas | José González Islas | José González Islas | José González Islas | José González Islas |  |  |                |                |                |                |                |                |  |  |  |  |  |  |  |  |  |  |  |  |  |  |  |  |  |  |  |  |
|                         |                         |                         |                         |                         |                         |  |  | María Josefa González Islas y Casero (Madre)                    |                                                                 |                                                                 |                                                                 |                                                                 |                                                                 |  |  |                     |                     |                     |                     |                     |                     |  |  |                |                |                |                |                |                |  |  |  |  |  |  |  |  |  |  |  |  |  |  |  |  |  |  |  |  |

## Numismática

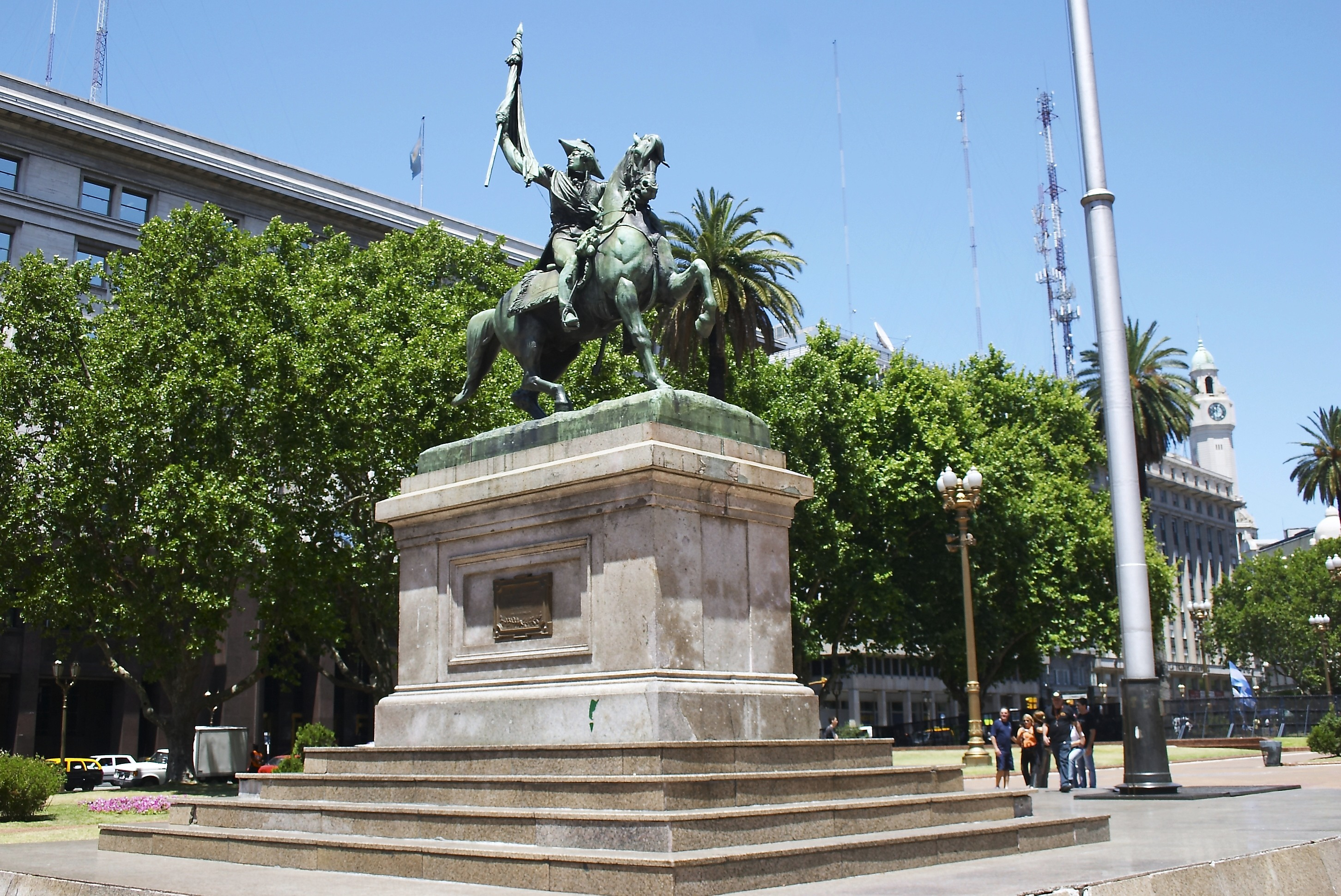
La estatua ecuestre de Manuel Belgrano que lo homenajea en la Plaza de Mayo, Buenos Aires, desde 1873.

Belgrano fue retratado en un importante número de billetes de la historia numismática de Argentina. Figuró por vez primera en los pesos Ley 18.188, en los billetes de uno, cinco y diez pesos. En el peso argentino (1983-1985) se le reservó el billete de 10 000. Para los billetes del Austral se eligió una serie basada en presidentes de la Nación Argentina que no incluía a Belgrano, aunque los billetes de 10 000 pesos argentinos fueron resellados para circular como billetes de 10 australes. El peso actual incluyó a Belgrano en los billetes de 10 pesos (actualmente en desuso) desde la entrada en vigor de la divisa en 1992 y con modificaciones en 1997, 2002 y 2016; desde 2024 aparece junto a María Remedios del Valle en el billete de 10 000 pesos.
En diciembre de 2020 el Banco Central de Argentina emitió una moneda conmemorativa del Bicentenario del Paso a la Inmortalidad de prócer. Primera moneda en su memoria, se trata de una emisión para coleccionistas en plata 900, con un diámetro de 37 mm y 25 gramos de peso. Es la primera vez que la Argentina emite una moneda esmaltada; el color fue aplicado en la Bandera Nacional que se muestra en el reverso de la misma.

## Cinematografía
Se han realizado varias películas sobre Belgrano; la primera se llamó "Bajo el signo de la Patria" (director René Mugica, 1971) en la que Ignacio Quirós protagonizó al prócer, y que narraba la vida de Belgrano desde que tomó el mando del ejército del norte hasta que triunfó en la batalla de Salta.
El cineasta Sebastián Pivotto filmó una película de Manuel Belgrano producida por Juan José Campanella como parte de la celebración del Bicentenario de Argentina. El papel de Belgrano lo interpretó el actor Pablo Rago y la actriz Valeria Bertuccelli, a Josefa Ezcurra. Se basó en los diez últimos años de vida del prócer.